# Híres miskolciak listája

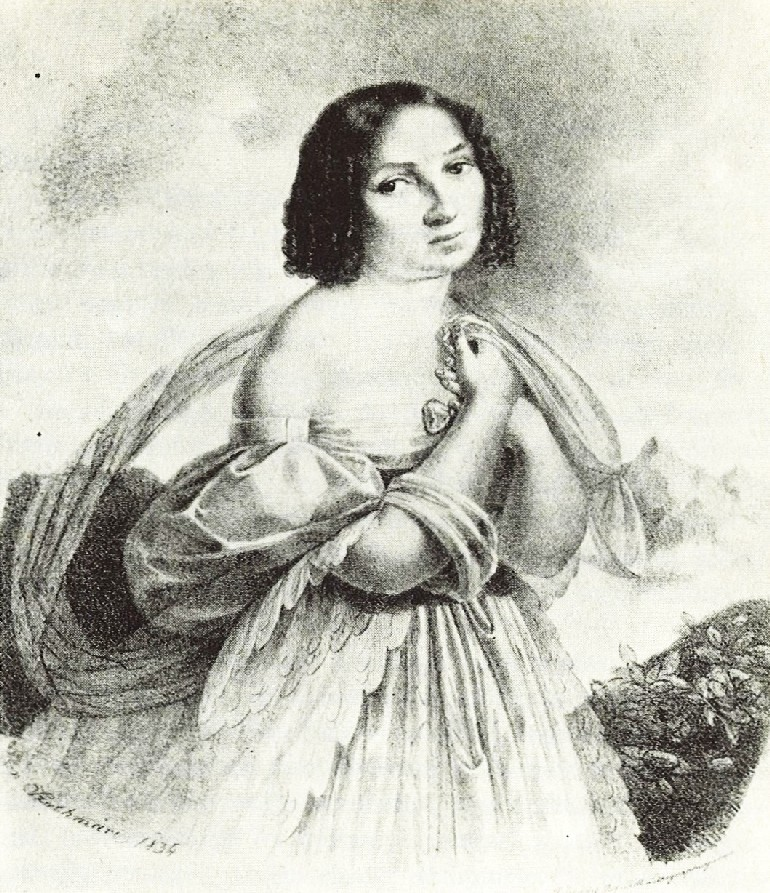
Déryné Széppataki Róza

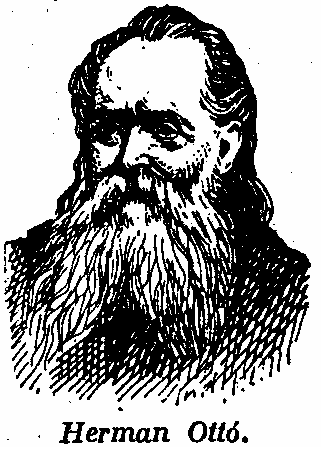
Herman Ottó

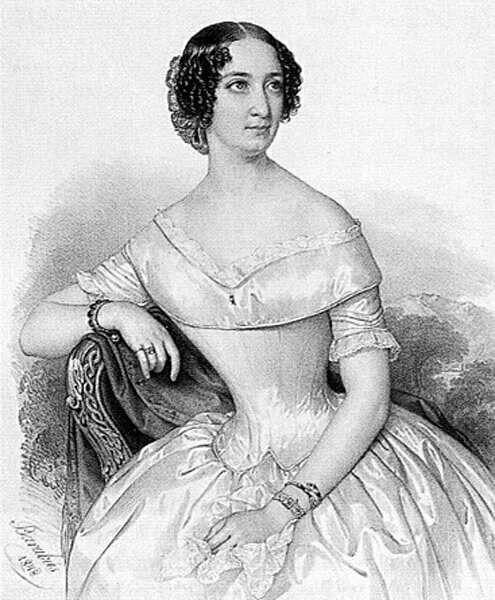
Laborfalvi Róza

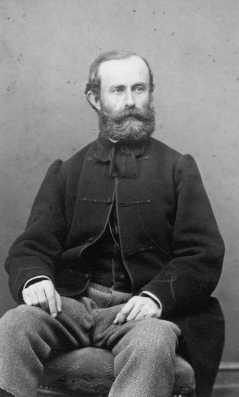
Mocsáry Lajos

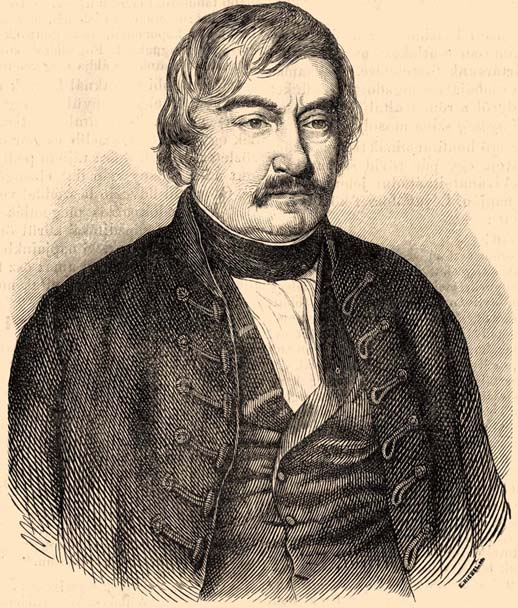
Palóczy László

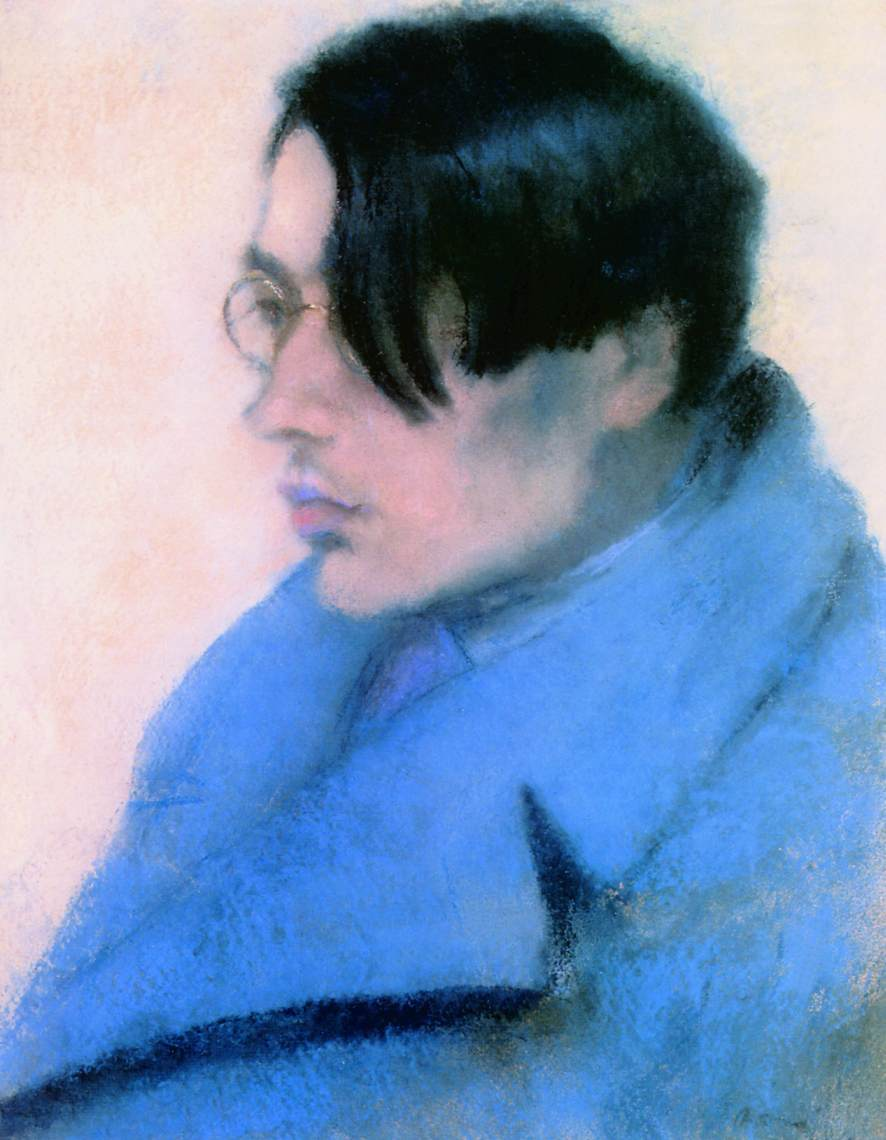
Szabó Lőrinc

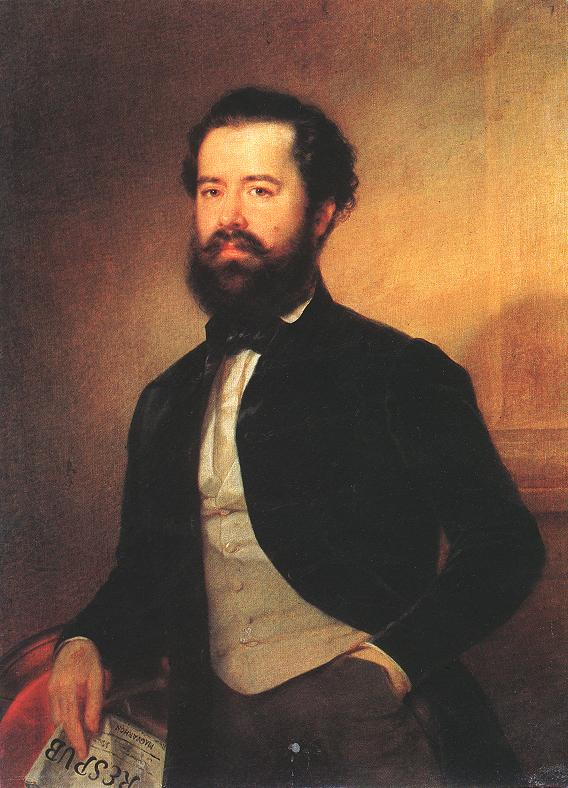
Szemere Bertalan

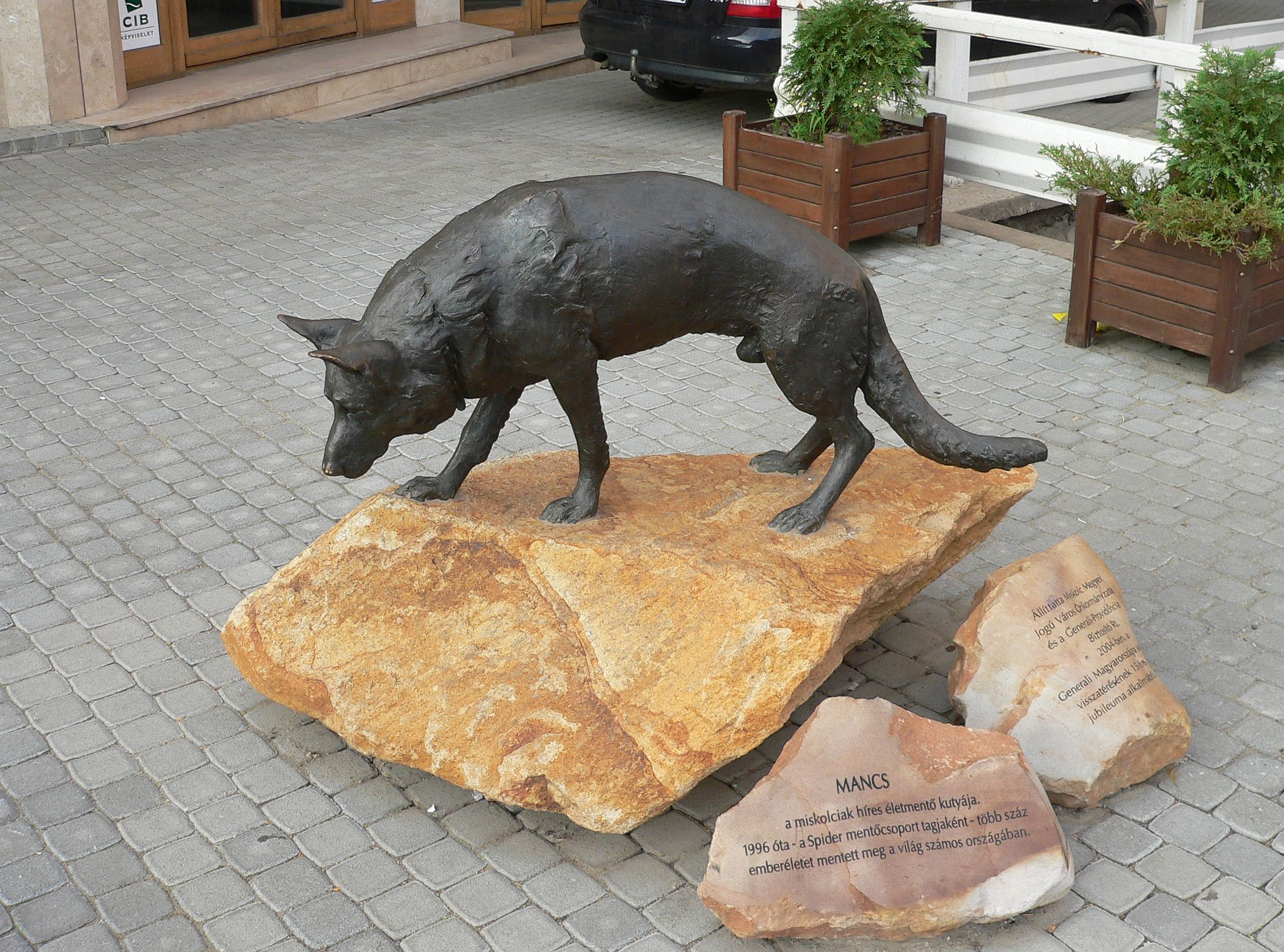
Mancs szobra

Miskolcon született, vagy a városhoz más miatt kötődő hírességek.  Az 1945 előtt született diósgyőrieket lásd a Diósgyőr szócikkben.

## Miskolcon születtek
- Adler Simon gyógypedagógus (1861–1930)
- Adorján Imre orvos, az Avasi Arborétum alapítója (1920–2005)
- Ágoston Judit olimpiai bajnok tőrvívó (1937–2013)
- Alföldi Lajos orvos, bakteriológus (1927–2021)
- Almási Csaba atléta, távolugró (1966)
- Almásy Pál táblabíró, jászkun főkapitány (1722–1804)
- Andrásik Remo zenész (1968)
- Angyal Ákos kenus (1969)
- Aranyi Lipót újságíró, lapszerkesztő (1855–1945)
- Aranyosi Péter humorista (1972)
- Aszalay Ferenc, II. Rákóczi Ferenc titkára (1674–1729)
- Áts Erika író, költő, műfordító (1934–2020)
- Bacsa Patrik labdarúgó (1992)
- Bakonyi Csilla színésznő (1979)
- Balázsi Tibor újságíró, országgyűlési képviselő (1958)
- Balikó Tamás színész, rendező, színházigazgató, egyetemi oktató (1958–2014)
- Balla Miklós jazzklarinétos, a Miskolc Dixieland Band vezetője (1971)
- Balla Riana Emma színésznő (2011)
- Balogh Béla színész (1936)
- Balogh József festő (1874–1951)
- Balogh Kálmán cimbalomművész (1959)
- Balogh Péter erdész (1825–1904)
- Balsai István politikus (1947–2020)
- Bánó Pál színész (1925–1998)
- Barabits Elemér erdőmérnök, növénynemesítő, díszfatermesztő (1921–2003)
- Bárány Ágoston ügyvéd, levéltáros, a Magyar Tudományos Akadémia levelező tagja (1798–1849)
- Baranyi Péter színész (1964)
- Bárczay László sakknagymester (1936–2016)
- Barkai László orvos, egyetemi tanár, az MTA tagja (1958)
- Barna Andrásné (Dénes Erzsébet) zenetanár (1909–1984)
- Barsi László súlyemelő, politikus (1962)
- Bársony János jogász (1850–1905)
- Bársony Jenő orvos, egyetemi tanár (1894–1969)
- Barta Alfonz zenész (1957)
- Barta Zsófi énekesnő, Holdviola együttes (1987)
- Bartus Gyula színész, rendező, író (1962)
- Bartus Ödön festőművész (1888–1950)
- Bátori Szabolcs tornász (2002)
- Bató István kereskedő (1812–1890)
- Bazsányi Sándor irodalomtörténész, irodalomkritikus, esztéta, egyetemi tanár (1962)
- Begányi Ferenc opera-, oratórium- és dalénekes (1937–2000)
- Bejó Zoltán építészmérnök (1957)
- Belky János orvos, egyetemi tanár, igazságügyi orvosszakértő (1851–1892)
- Bellus István humorista (1967)
- Bende Lívia régész (1969–2009)
- Benedek Lajos színész (1857–1890)
- Benedek Tibor színész (1911–1963)
- Benkő Krisztián irodalomtörténész, esztéta, műfordító, projekt/performanszművész (1979–2015)
- Benőfy Soma katolikus esperes-plébános, népdalgyűjtő, költő, író (1821–1887)
- Berczik Sára mozdulatművész, koreográfus, zene- és táncpedagógus, edző (1906–1999)
- Bercsényi Béla, színész, író (1844–1901)
- Berecz Zsombor labdarúgó (1995)
- Béres Ernő hosszútávfutó (1928–2023)
- Béres László Ádám geológusmérnök, Hajdúhadháztéglás, majd Hajdúhadház polgármestere (1948)
- Bevilaqua-Borsodi Béla, író, történész, művészettörténész (1885–1962)
- Bihari Péter, Peter Sanawad, író (1975)
- Bíró Ildikó népművelő, országgyűlési képviselő (1955)
- Bíró Szabolcs labdarúgó (1969)
- Biros Péter vízilabdázó, olimpikon (1976)
- Bocsi Attila autótervező (1967)
- Bódi Péter író (1991)
- Bodgál Ferenc néprajzkutató (1932–1972)
- Bodnár Gábor cserkészvezető (1920–1996)
- Bódogh Mihály orvos (1789–1825)
- Bogár János ultramaratoni futó (1964)
- Bogár László közgazdász, országgyűlési képviselő, egyetemi oktató, publicista (1951)
- Bognár István labdarúgó-játékvezető (1948)
- Bognár Tamás szinkronszínész, színész (1972)
- Boncsér Gergely opera-, operetténekes, színész (1984)
- Bónis Ferenc zenetörténész (1932–2019)
- Borbély Gyula karmester (1930–1981)
- Borbély Richárd zeneszerző, dalszövegíró, énekes és musicalszínész (1990)
- Bordás József dobművész, zenepedagógus, zeneszerző (1977)
- Boros Miklós közgazdász, diplomata, nagykövet (1960)
- Borsody Vilmos színész, színigazgató (1857–1904)
- Borszéki Zita divattervező, grafikus (1959)
- Bozó Andrea színésznő (1972)
- Bozsik Anna sífutó, biatlonista (1965)
- Bozsik István grafikus (1941–2006)
- Bölkény Balázs színész (1991)
- Bőhm Viktor építész (1900–1981)
- Böszörményi Gyula író, újságíró (korábban Robin Mash írói álnév alatt is) (1964–2022)
- Braun András festő (1967–2015)
- Bródy Ernő ügyvéd, országgyűlési képviselő (1873–1961)
- Bródy Farkas hitközségi elnök (1770–1841)
- Bródy Lajos újságíró, lapszerkesztő (1858–1939)
- Bródy Zsigmond újságíró, lapszerkesztő és -kiadó, főrendiházi tag (1840–1906)
- Alan A. Brown (sz. Braun Andor) közgazdász (1928–2010)
- Bukovszky József (Szamóca) zenész, rádiós műsorvezető, a V-Tech és a Re-Tech együttes tagja (1979)
- Burget Lajos újságíró (1932–2007)
- Callmeyer Ferenc építészmérnök (1928–2020)
- Choma József festő (1901–1969)
- Czelnai Rudolf meteorológus (1932–2025)
- Czomba Imre zenész, zeneszerző (1972)
- Csathó Tamás kerékpárversenyző (1956)
- Csáky Attila, „Choky Ice” pornószínész (1972)
- Cseh Gábor festő (1941)
- Cselényi Nóra jelmeztervező (1956)
- Cselepák Balázs színész, énekes (1987)
- Csepregi Gyula szaxofonművész (1958–2014)
- Cseri Miklós etnográfus, muzeológus (1957)
- Csernák István lelkész, a Magyarországi Metodista Egyház szuperintendense (1953)
- Csirszki Martin labdarúgó (1995)
- Csiszár Imre matematikus, az MTA tagja (1938)
- Csiszár István színész, énekes (1978)
- Csobánka Zsuzsa író, költő (1983)
- Csomai Zoltán üzletember, politikus, író, költő (1955–1997)
- Csongor Barnabás sinológus, műfordító (1923–2018)
- Csorba György matematikus, fizikus, tanár (1869–1945)
- Csöbör Katalin politikus (1965)
- Csörgő László újságíró, szerkesztő (1974)
- Dajka Bettina kézilabdázó (1990)
- Dalányi László táj- és kertépítész mérnök, építészmérnök, egyetemi tanár (1928–2007)
- Dálnoky Nagy Lajos színműíró, költő, műfordító (1862–1937)
- Dányi Gabriella költő, író, festő (1960)
- Dapsy László újságíró, pedagógus (1843–1890)
- Dayka Gábor költő (1769–1796)
- Deák Bárdos Mihály Európa-bajnok birkózó (1975)
- Dégen Imre mérnök, egyetemi tanár (1910–1977)
- Demjén Ferenc énekes (1946)
- Deres Kornélia költő, egyetemi oktató (1987)
- Deres Péter dramaturg, író, műfordító (1978)
- Dézsi János építész (1933–2004)
- Dick Bódog újságíró, kiadóigazgató (1893–1948)
- Diczfalusy Egon orvos, endokrinológus, a Magyar Tudományos Akadémia külső tagja (1920–2016)
- Dimanopulu Afrodité színésznő (1965)
- Dióssi Gábor színész (1954)
- Dobár Éva úszó, modell (1993)
- Dobos Attila labdarúgó (1978)
- Dobos Judit színésznő (1970)
- Dobos Marianne mérnök, író (1942)
- Dobozy Lina színésznő (1843–1925)
- Dobrossy István történész, levéltáros (1946–2015)
- Dóczy Gedeon tanár, debreceni iskolaigazgató (1832–1911)
- Dóczy József nótaszerző (1863–1913)
- Döbröczöni Ádám gépészmérnök, egyetemi tanár, a ME Gépészmérnöki és Informatikai Karának dékánja (1944)
- Draskóczi Ágnes költő, pedagógus (1969)
- Drótos László könyvtáros (1959)
- Dudás Zoltán labdarúgó (1933–1989)
- Egyed Balázs labdarúgó (1996)
- Egyed Zsolt országgyűlési képviselő (1974)
- Ellenbogen Adolf hegedűművész, karmester, zeneszerző (1814–1886)
- Amanda Elstak énekesnő, emberi jogi aktivista (1974)
- Engel Alex labdarúgó (1992)
- Eőry Pordán Béla segédszínész, ügyelő (1869–1921)
- Eperjesi Erika operaénekesnő, önkormányzati képviselő (1973)
- Eperjesi Gábor labdarúgó (1994)
- Erdei Sándor Zsolt humorista (1976)
- F. Fürth Margit író, költő (1890–1974)
- Fábián Mihály labdarúgó-játékvezető (1980)
- Fábián Zsolt dalszövegíró, énekes, Bíborszél együttes (1971)
- Faggyas Milán labdarúgó (1989)
- Falus István színész, gyártásvezető (1901–1944/45)
- Faragó Sándor színész, színigazgató (1886–1933)
- Farbaky Péter építész, művészettörténész, múzeumigazgató (1957)
- Farkas Endre színművész (Erdőd, 1903 – Miskolc, 1985)
- Farkas Gizella tízszeres világbajnok asztaliteniszező (1925–1996)
- Farkas Márk labdarúgó (1992)
- Fazekas György író, újságíró (1914–1984)
- Fazekas Máté labdarúgó (1998)
- Féderer Ágnes újságíró (1964–2022)
- Fedor Vilmos országgyűlési képviselő, alpolgármester, zenész (1954)
- Fejér Ernő fotóművész, grafikus (1945)
- Fehér György festő (1929–2015)
- Fekete Bertalan polgármester (1890–1957)
- Fekete József István labdarúgó (1928–2011)
- Fekete Sándor író, újságíró, irodalomtörténész (1927–2001)
- Fekete Zsuzsa újságíró, sportriporter (1969)
- Fényes Gyula bőrgyógyász, belgyógyász (1896–1964)
- Fenyvesi Gabriella Rea operaénekes, szoprán (1999)
- Ferencz Marcel építész (1970)
- Ferenczi Sándor ideggyógyász, pszichoanalitikus (1873–1933) *
- Ficzere László festőművész (1910–1967)
- Ficsor Ádám miniszter, államtitkár (1980)
- Figeczky Bence színész (1990)
- Fillár István színész (1965)
- Filo-Fischer Ilona (dr. Mihályfi Ernőné) tervezőgrafikus (1910–1986)
- Fodor László újságíró, politikus (1931–2015)
- Fónyi Sámuel református lelkész, költő (1795–1870)
- Fortuna László zenész (1954)
- Földes Dezső kétszeres olimpiai bajnok kardvívó (1880–1950)
- Fridély László közgazdász, rádiós szerkesztő (1953)
- Frisnyák Zsuzsa muzeológus, történész (1960–2021)
- Fülep Máté operaénekes (1986)
- Fülöp Zsigmond színész (1935–2014)
- Fürész Jenő bőrgyógyász, urológus (1881–1944)
- Gáldi László irodalomtörténész, romanista, műfordító, szótárszerkesztő (1910–1974)
- Garadnai Erika labdarúgó (1984)
- Garay János orvos (1815–1882)
- Gazda István lelkipásztor (1959)
- Gercsák Szabina cselgáncsozó (1996)
- Giák Tamás labdarúgó (1990)
- Gimes Lajos festő (1886–1945)
- Gimesné Hajdú Lili pszichiáter (1891–1960)
- Gimpel Tamás író, dalszövegíró, előadóművész (1985)
- Gonda Anna operaénekesnő (1947–2013)
- Gondos Judit közgazdász, államtitkár (1966)
- Görgényi Fruzsina színésznő (1986)
- Görgényi Gabriella modell (1984)
- Gőz Balázs jégkorongozó (1992)
- Gross Béla festőművész (1835–1914)
- Grósz Károly politikus, miniszterelnök (1930–1996)
- Gulyás Gyula szobrász (1944–2008)
- Gulyás Hermann Sándor színész (1981)
- Gúr Nándor politikus, az Országgyűlés volt jegyzője (1957)
- Gúr Roland jogász, politikus (1983)
- Gyarmati Dezső vízilabdázó, politikus (1927–2013)
- Gyöngyi Izsó színész, színigazgató (1860–1923)
- Gyöngyösi Nándor, az európai melegszépségverseny győztese (1977)
- Gyöngyössy Sámuel református lelkész (1833–1886)
- Gyulai Iván ökológus, egyetemi oktató (1952)
- Gyurkó Henrik színész, bábművész (1935)
- Gyurkota József paralimpiai bronzérmes bocsajátékos (1984–2021)
- Hajdú Melinda színésznő (1983)
- Hajdu Ottó közgazdász, statisztikus, egyetemi tanár (1959–2022)
- Hajnal Tibor tüdőgyógyász (1899–1963)
- Hajnal Zsolt építész (1951)
- Hajtós Bertalan cselgáncsozó, olimpikon (1965)
- Halász-Hradil Elemér festő, grafikus (1873–1948)
- Halmay Béla polgármester (1881–1953)
- Haraszti Éva történész (1923–2005)
- Harsányi Attila színész (1973)
- Hattyasyné Markó Krisztina építészmérnök (1938–2011)
- Házi Tibor háromszoros világbajnok asztaliteniszező (1912–2000)
- Héczey Éva színésznő (1948–2015)
- Heffner Attila zenész, dobkészítő (1967)
- Hegedüs Andrea önkormányzati, majd országgyűlési képviselő (1968)
- Hegyaljai Sándor bűvész (1969)
- Heilprin Lajos író, történész, enciklopédista (1851–1912)
- Heiszmann Ildikó bábművész, színésznő (1966)
- Herczeg Flóra énekesnő (1984)
- Hernádi Klára kémikus, egyetemi tanár (1960)
- Heszler Péter fizikus, tanár (1958–2009)
- Hetey Katalin Kossuth-díjas képzőművész (1924–2010)
- Hidvégi Elek színművész (1930–1989)
- Hiripi László, ifj. állat-biotechnológus (1971)
- Holló Mária vegyészmérnök (1924–1972)
- Holló Márta műsorvezető (1975)
- Honti Béla polgármester-helyettes, ideiglenes polgármester (1905–1987)
- Honti György vegyészmérnök (1920–2013)
- Horváth Ádám operaénekes, az Operaház igazgatója (1973)
- Horváth Aladár tanító, politikus, a Roma Parlament elnöke (1964)
- Horváth Erzsébet kézilabdázó (1947)
- Horváth József politikus (1935)
- Horváth József orvos, országgyűlési képviselő (1935)
- Horváth Patrícia vízilabdázó, kosárlabdázó (1977)
- Horváth Zoltán kohómérnök, professzor, dékán (1921–2004)
- Hubay Győző, a Bányász Táncegyüttes alapítója, SZOT-díjas koreográfus (1930–2004)
- Hosszúfalussy Ákos tüzérezredes (1814–1945/47)
- Hubay György országgyűlési képviselő (1954)
- Huszák Tamás labdarúgó (1988)
- Huszenicza Gyula állatorvos, az MTA tagja (1951–2010)
- Huszti Szabolcs válogatott labdarúgó (1983)
- Hutás Imre tüdőgyógyász, államtitkár (1926–2015)
- Illés Henrik festőművész (1981)
- Illés József festőművész, grafikus (1978)
- Illyés Miklós cselgáncsozó (1972)
- Imre István színművész (1954)
- Irhás Ignác labdarúgó (1985)
- Istvánffy Gyula néprajzkutató (1863–1921)
- Ivasivka Mátyás tanár, zenetanár, karnagy (1933–2023)
- Ivkovicné Béres Tímea kosárlabdázó (1976)
- Izsó István bányamérnök, jogász (1955–2021)
- Izsvák Zsuzsanna genetikus, az MTA tagja (1961)
- Jablonszky Jenő botanikus, geológus (1892–1975)
- Jagri József színész, író, színházigazgató (1947)
- Jakab Péter politikus (1980)
- Jakabfalvy Román minorita szerzetes, teológus (1691–1777)
- Jánosi Ferenc röplabdázó (1938–2023)
- Jánosi Zoltán irodalomtörténész, szerkesztő (1954)
- Jávori István író (1960)
- Jeddi Mária kézilabdázó (1965–2021)
- Jenbach Béla színész, librettista (1871–1943)
- Jenbach Ida színésznő, író (1868–1941/43)
- Jenei László író, szerkesztő (1964)
- Jónyer István asztaliteniszező világbajnok (1950)
- Joó Rudolf diplomata, politológus, államtitkár (1946–2002)
- Józsa Bettina színésznő (1992)
- Juhász Adrienn színésznő (1978)
- Juhász Judit színésznő (1969)
- Juhász Márton „Dzsúdló” zenész (1998)
- K. Kabai Lóránt költő, író, vizuális művész (1977–2022)
- Kaderják Péter közgazdász, a Magyar Energiahivatal elnöke (1963)
- Kaján Tibor grafikus, karikaturista (1921–2016)
- Káel Csaba filmrendező (1961)
- Káli Sándor polgármester (1951)
- Kállay Ilona színésznő (1930–2005)
- Kalló László festő (1925–2018)
- Kálmán Henrietta színésznő (1994)
- Kamarás Máté musicalszínész (1976)
- Károlyi József labdarúgó (1925–2005)
- Károlyi Lajos színész, színigazgató (1819–1891)
- Karsai Elek történész, szociológus, egyetemi docens, levéltáros (1922–1986)
- Kassai Balázs író, zenész, parasportoló (1988)
- Kassai Ilona nyelvész (1945–2020)
- Kasuba L. Szilárd műsorvezető, énekes (1975)
- Kecskés István nyelvész (1947–2025)
- Kecskés Tibor (Kefír) zenész, énekes, a V-Tech együttes tagja (1979)
- Kékedi László népi fafaragó művész, az MTA tagja (1966)
- Kékesi Márton alpesisíző (1995)
- Keleti Juliska énekesnő (1885–1972)
- Kemenszky Árpád festő (1870–1945)
- Kerekes József geográfus, geológus, barlangkutató (1911–1957)
- Kerékjártó Tamás úszó, közgazdász (1979)
- Keresztessy Mária színésznő (1908–1977)
- Kis József orvos (1765–1830)
- Kiss Attila ifjúsági nyílt vízi úszó-világbajnok (1996–)
- Kiss Ádám humorista (1985)
- Kiss Endre zenész, a Hooligans dobosa (1970)
- Kiss Gyula ügyvéd, politikus (1954)
- Kiss Lajos kajakozó (1934–2014)
- Kiss Pál Tamás autóversenyző (1991)
- Klein Alfréd eszperantista (1900–?)
- Klein Gyula Lipót magyar származású német író (1804–1876)
- Klein Mór rabbi (1842–1915)
- Klein Salamon szemészorvos (1845–1937)
- Kmetty János festő, grafikus (1889–1975)
- Kobold Tamás polgármester (1953–2022)
- Koleszár Lajos orvos, országgyűlési képviselő (1948–2016)
- Kollárik Péter műfordító, pedagógus, blogger (1973)
- Komáromi Mariska operaénekesnő (1864–1936)
- Koncsik Imre teológus (1969)
- Konkoly Norbert Attila diplomata, oroszországi nagykövet (1967)
- Kontor Tamás zeneszerző, énekes, a Roy és Ádám Trió és a KGB punkegyüttes tagja (1977)
- Kontuly Béla festő, művészpedagógus (1904–1983)
- Kónya Péter katonai újságíró, országgyűlési képviselő (1969)
- Koós István irodalomtörténész, képregényrajzoló (1975)
- Kopácsi Sándor budapesti rendőrfőkapitány (1922–2001)
- Korach Mór Kossuth-díjas vegyészmérnök, az MTA tagja (1888–1975)
- Korhut Mihály labdarúgó (1988)
- Korinthus Katalin pedagógus, politikus (1953–2020)
- Kóris Kálmán néprajzkutató, tanár (1878–1967)
- Kornis György festő (1927–2011)
- Kóródy Béla író, újságíró (1898–1944)
- Korpa Bence sakknagymester (1998)
- Kósa Lajos orvos (1954–2014)
- Koszta Márk labdarúgó (1996)
- Kovács Gábor közgazdász (1883–1920)
- Kovács M. István rádióbemondó (1954)
- Kovács Zsolt pedagógus, országgyűlési képviselő (1968)
- Kozma László villamosmérnök, az MTA tagja (1902–1983)
- Kökény Roland kajakozó, olimpikon (1975)
- Kövér Kristóf labdarúgó (1996)
- Kőhalmi Péter fotográfus, síelő, siklóernyős (1962)
- Kőszegi Sutyák Károly színművész (1863–1916)
- Kraudy József festőművész (1808–1876)
- Krausz Adrienne zongorista, zeneszerző (1967)
- Kripkó József labdarúgó (1901–1978)
- Kriskó László rendező, vágó, producer (1965)
- Kristóf Tibor színész (1942–2009)
- Kriston Zsolt asztaliteniszező, edző (1961)
- Kropkó Péter triatlonista (1963)
- Kruspér István metrológus, geodéta, az MTA tagja (1818–1905)
- Kubiszyn Viktor író, újságíró (1979)
- Kucskár Kamilla színésznő (1998)
- Kulcsár Dávid labdarúgó (1988)
- Kulcsár Imre színész (1934–2012)
- Kun József szobrász (1879–1946)
- Kun Miklós jogász, politikus, nemzetőr hadnagy, helytörténész (1812–1875)
- Kundrák Norbert labdarúgó (1999)
- Kupcsik Lidi költő (1981)
- Kurucz Dániel színész (1992)
- Kuttor Attila labdarúgó (1970)
- Kuttor Csaba triatlonista (1975)
- Laborfalvi Róza színésznő (1817–1886) *
- Ladányi Ilona operaénekesnő (1904–1952)
- Lajhó Géza nagybőgőművész (1956–2020)
- Láner Olivér barlangkutató (1927–1985)
- Láng Boldizsár színész, rendező, színigazgató (1822–1890)
- László Zsolt színész (1965)
- Id. Latabár Árpád színész (1878–1951)
- Lecső Péter színész (1969)
- Lehoczki László mentőcsoport-vezető, Mancs gazdája (1958)
- Lenkeffy Ica színésznő (1896–1955)
- Lenkei Gábor orvos, szcientológus (1961)
- Lenkey Zoltán grafikusművész (1936–1983)
- Less Nándor geográfus, botanikus, tájfutó (1963–1993)
- Leszih Andor muzeológus, numizmatikus (1880–1963) *
- Lévai Péter fizikus, az MTA tagja (1962)
- Lichtenstein József politikus (1837–1914)
- Lichtenstein László politikus, főispán (1875–1949)
- Lihi József sílövő (1963)
- Lippai Ákos labdarúgó (1979)
- Lippai Péter dandártábornok (1966)
- Lippay Lajos plébános, iskolaigazgató (1840–1905)
- Liptai Imre író, újságíró, színműíró (1876–1927)
- Liptay Károly hírlapíró (1873–1933)
- Lipusz Norbert labdarúgó (1986)
- Litwin József iparművész (1953–2017)
- Lódi György újságíró, rádiós szerkesztő, műsorvezető (1944–2025)
- Lonovics József érsek, egyháztörténész, az MTA tagja (1793–1867)
- Losonczi Farkas Károly polgármester (1820–1901)
- Lossonczy István katonatiszt, miniszter (1883–1944)
- Lőcsei Béla vegyészmérnök, egyetemi tanár (1920–1981)
- Lőrincz Nikol színésznő (1986)
- Lukács Anita színésznő, operetténekes, primadonna (1962)
- Lukács Anna színésznő (1841–1912)
- Lukács Flóra költő (1994)
- Lukács Máté modell (1979)
- Lukács Sándor színész (1947)
- M. Kecskés András táncművész, balett-táncos, koreográfus, rendező (1955)
- M. Kiss Csaba televíziós műsorvezető, újságíró
- Madarász István filmrendező (1976)
- Magyar Béla építész, grafikus (1954)
- Mahalek Marcell labdarúgó (1994)
- Mahovszky József plébános, teológus (1795–1862)
- Major Benedek autóversenyző (1996)
- Majtényiné Túri Katalin népművelő, könyvtáros (1953–1999)
- Makay Andrea színésznő (1967)
- Makay Margit színésznő (1891–1989)
- Makoldi Miklós Zsombor történész (1983)
- Makranczi Zalán színész (1979)
- Málik Roland költő (1976–2011)
- Regina Margareten vállalkozó (1863–1959)
- Markó Dezső röntgenológus (1896–1966)
- Markocsán Sándor hosszútávfutó bajnok (1965)
- Marosi Ernő Széchenyi-díjas művészettörténész, az MTA tagja (1940–2021)
- Marosi Miklós Széchenyi- és Ybl-díjas építész (1942–2021)
- Marót Péter kardvívó, olimpikon (1945–2020)
- Martos László növényfiziológus, egyetemi adjunktus (1930–1957)
- Mátray Lajos főgimnáziumi tanár, író, irodalomtörténész (1859–1937)
- Matus György színész (1945–2018)
- Mayer Péter jégkorongozó, vezetőedző (1978)
- Megay Géza muzeológus, restaurátor (1904–1963)
- Megyeri Gábor formatervező művész (1982)
- Mengyi Roland országgyűlési képviselő (1975)
- Menyhért Gergő labdarúgó (1989)
- Merényi Ákos színész, énekes (1978)
- Mészáros Enikő labdarúgó (1987)
- Mészáros István képzőművész (1950–2022)
- Mészáros Zsolt Máté orgonaművész (1992)
- Mialkovszky Erzsébet jelmeztervező (1928–1988)
- Mihalik Viktor zenész, a Bikini együttes dobosa (1973)
- Mihályfy László filmrendező, operatőr (1938)
- Mihályfy Sándor forgatókönyvíró, filmrendező (1937–2007)
- Mikes Lilla színésznő (1924–2004)
- Mikita Dorka Júlia színésznő (1999)
- Miklós Attila színész, énekes (1974)
- Mikola Gergő színész (1983)
- Mikuleczky Ferenc sorhajóhadnagy, az aviatika úttörője (1884–1964)
- Miskolczi Henrik színész, hírlapíró (1858/60–1918)
- Miskolczy Simon János levéltáros, kutató (1880–1914)
- Misley Emese, az 1956-os forradalom áldozata (1943–1956)
- Molnár Anna színésznő, magánénekes (1950)
- Molnár Dezső építészmérnök, országgyűlési képviselő (1904–?)
- Molnár Gábor labdarúgó (1994)
- Molnár Imre tornász, olimpikon (1949–2019)
- Molnár Péter testépítő (1982)
- Mörk Leonóra író, újságíró, műfordító
- Mráz Ferenc szakszervezeti vezető (1901–1991)
- Mutina Ágnes úszó, olimpikon (1988)
- Nagy Attila tollaslabdázó (1966)
- Nagy Edmond énekes, zenész (1978)
- Nagy Katinka operaénekes, tanár (1891–1955)
- Nagy Mari színésznő (1950)
- Nagy Szilvia amerikanista, emberjogi aktivista (1977–2020)
- Nagyváthy János, az első magyar gazdasági szakíró (1755–1819)
- Naményi Géza újságíró, elektromérnök, a Minisztertanács Tájékoztatási Hivatalának vezetője (1916–1969)
- Nemes Milán labdarúgó (1996)
- Németh Judit operaénekesnő (1963)
- Neumann Henrik orvos (1873–1939)
- Novotni Zoltán jogász, egyetemi tanár, a ME jogi karának dékánja (1931–1993)
- Nyakó István politikus (1968)
- Nyíry Lili szobrászművész (1909–1996)
- Nyitray Dániel festő, szobrász (1890–1971)
- Oláh Attila pszichológus, tanszékvezető egyetemi tanár (1949)
- Oláh Bálint labdarúgó (1994)
- Oláh Ferenc labdarúgó (1951)
- Oláh Miklós 1956-os szabadságharcos (1935–1957)
- Oláh Szabolcs zenész, dalszerző, énekes, a FreshFabrik együttes tagja (1975)
- Ónodi Adolf orvos, az MTA tagja (1857–1919)
- Oravecz Kristóf énekes, a Freezer és a Paddy and the Rats együttes tagja (1985)
- Ormodi Bertalan költő, hírlapíró (1836–1869)
- Ormody Vilmos biztosítótársasági igazgató, közgazdasági író (1838–1932)
- Orosz Ádám római katolikus plébános (1802–1872)
- Orosz László kosárlabdázó (1971–2011)
- Orosz László Wladimir író, költő, filozófus, asztrológus (1966)
- Orosz Margit költő, író, pedagógus (1956)
- Orosz Vilma színésznő (1902–1970)
- Ortvay Rudolf fizikaprofesszor (1885–1945)
- Ottlyk Ernő evangélikus lelkész, III/III-as ügynök (1918–1995)
- Ördögh László festőművész, világbajnok repülőmodellező (1923–2007)
- Ötvös Éva színésznő (1951)
- Padur Teréz színésznő (1919–2010)
- Pajtás Ernő, a Koronaőrség utolsó parancsnoka (1896–1950)
- Pakusza Zoltán politikus, önkormányzati képviselő (1978)
- Pál Árpád kézilabdázó (1955)
- Pál Benjámin énekes, zenész (1996)
- Pál Dénes énekes (1991)
- Palácsik László sífutó, sílövő, olimpikon (1959–2022)
- Palácsik-Ráthonyi Tímea (korábban Vajna) modell (1982)
- Pálfalusi Attila festő, konceptuális művész (1941)
- Pallai Károly Sándor magyar költő, irodalmár, szerkesztő (1986)
- Palóczy László politikus (1783–1861)
- Pálos István sinológus, tibetológus (1922)
- Papp László festő (1922–2020)
- Para-Kovács Imre író, újságíró, publicista (1965)
- Partos Bence üzletember, pszichológus (1993)
- Pásztor Ákos kézilabdázó (1991)
- Pásztor Szabolcs vívó, olimpikon (1959–2022)
- Pataky Attila, az Edda Művek énekese (1951)
- Patsch Ferenc jezsuita szerzetes, egyetemi tanár (1969)
- Perczel Erzsébet textiltervező művész (1913–1993)
- Perjéssy László református lelkész (1906–1985)
- Perjéssy-Horváth Barnabás író, szerkesztő, újságíró (1965)
- Pertis Pali cigányprímás (1906–1947)
- Péterfy-Novák Éva írónő (1961)
- Pétery József váci püspök (1890–1967)
- Pethő Gyula geológus, paleontológus (1848–1902)
- Petrik Katalin kosárlabdázó (1963)
- Petró Balázs labdarúgó (1997)
- Petró Kálmán ügyvéd, országgyűlési képviselő (1888–1942)
- Petró Sándor orvos, műgyűjtő (1907–1976)
- Polényi Gábor labdarúgó (1991)
- Pollák Zoltán labdarúgó (1984)
- Pompéry János író, újságíró, az MTA tagja (1819–1884)
- Popper József orvos, kórházigazgató (1824–1894)
- Porcs János tanár, újságíró, városi képviselő (1838–1932)
- Prepeliczay István villamosmérnök, országgyűlési képviselő (1936–2002)
- Pressburger Imre (Emeric Pressburger) filmrendező, forgatókönyvíró, producer (1902–1988)
- Prókai István színész (1920–1983)
- Puhl Sándor labdarúgó-játékvezető (1955–2021)
- Putnoki Béla jogász, újságíró (1880–1948)
- Püspöky István festő, grafikus (1950–2018)
- Rácmolnár Sándor festő, grafikus (1960)
- Rácz Ödön orvos (1874–?)
- Rácz Róbert országgyűlési képviselő, kormánymegbízott (1967)
- Rácz Zsuzsa író, újságíró (1972)
- Radics Béla cigányprímás (1867–1930)
- Raffinsky László labdarúgó (1905–1981)
- Rakaczki Bence labdarúgó (1993–2014)
- Rákay Philip televíziós műsorvezető (1972)
- Elizabeth Rakoczy szemészprofesszor
- Rakovszky György vezérkari őrnagy (1892–1962)
- Rakusz Éva kajakozó, olimpikon (1961)
- Rázsó Gyula hadtörténész (1930–2007)
- Recht István gyermekgyógyász (1906–1965)
- Recht Márta kötőipari szakíró (1904–1995)
- Regéczi Nagy Imre orvos, az állatorvosi akadémia tanára (1854–1891)
- Reiman Zoltán író, helytörténeti blogger (1980)
- Reményi Antal földrajzi felfedező, 1848-as szabadságharcos (1825–1912)
- Reményi Ede hegedűművész (1828–1898)
- Répássy Róbert országgyűlési képviselő, államtitkár (1968)
- Repka Attila olimpiai bajnok birkózó (1968)
- Repülős Gizi tolvaj (1926–2019)
- Resetár Dániel színész (1987)
- Réti Adrienn színésznő (1984)
- Réti Erika színésznő (1944)
- Réz Tamás műsorvezető, a Magyar Nemzeti Cirkusz főkonferansziéja (1995)
- Richter Richárd bányamérnök (1920–1979)
- Róna Péter közgazdász, jogász, üzletember (1956)
- Rónai Sándor politikus (1892–1965)
- Roth Adolf orvos (1862–1927)
- Rózsa Gyula művészettörténész, egyetemi oktató (1941–2022)
- Röck Aladár jogász, a Miskolci Ügyvédi Kamara elnöke (1883–1936)
- Rudolf Anna sakkozó, női nagymester (1987)
- Ruszin-Szendi Romulusz katona, a Magyar Honvédség parancsnoka (1973)
- Ruttkay Laura színésznő (1975)
- Safcsák Gyula mérnök (1933–2010)
- Andrei Șaguna román politikus, erdélyi ortodox püspök (1809–1873)
- Sajó-Bohus László atomfizikus, akadémikus (1947)
- Salamon József labdarúgó (1948)
- Sárközi Andor újságíró, tanár (1919–1968)
- Sásdy-Schack Béla filológus, kereskedelmi szakíró (1859–1936)
- Sassy Attila festőművész, grafikus (1880–1967)
- Sassy Csaba költő, újságíró (1884–1960)
- Sassy-Szabó István ügyvéd, százados, városi képviselő (1827–1907)
- Schmidt Vera énekes (1982)
- Schultheisz Emil jogászprofesszor (1899–1983)
- Schweitzer Pál gépészmérnök (1893–1980)
- Sebestyén Júlia műkorcsolyázó, Európa-bajnok (1981)
- Sebestyén László országgyűlési képviselő (1956)
- Selmeczi Borbála zenetanár, karvezető (1979–2017)
- Seregély István egri érsek (1931–2018)
- Simkó Katalin színésznő (1983)
- Simon Gábor politikus (1972)
- Simon József református lelkész (1807–1883)
- Simon Pál vegyészmérnök, miniszter (1929–2021)
- Sipos Imre színész, rendező (1970)
- Slamovits István zenész (1953)
- Soltész Nagy Kálmán polgármester (1844–1905)
- Solymár István művészettörténész (1924–1977)
- Solymossy Egon atléta, olimpikon (1922–2009)
- Somlay Júlia színésznő (1906–1955)
- Somogyi László jogász, költő, alispán, országgyűlési képviselő (1815–1890)
- Somogyi Miklós festőművész (1892–1918)
- Soós Ferenc egyetemi adjunktus, természetjáró (1935–2021)
- Soós Győző politikus (1948–2015)
- Spisák János sílövő, olimpikon (1961)
- Stiller Bertalan belgyógyász, egyetemi tanár, akadémikus (1837–1922)
- Stiller Mór ügyvéd, jogi író, lapszerkesztő (1842–1917)
- Sugár Ignác jogász, a miskolci kereskedelmi és iparkamara titkára (1860–1917)
- Suhayda János jogtudós, az MTA tagja (1818–1881)
- Sulyok Katalin újságíró (1937–1993)
- Szabados Julianna újságíró, szerkesztő, kulturális menedzser
- Szabó Anita labdarúgó (1991)
- Szabó Balázs orgonaművész (1985)
- Szabó Balázs labdarúgó (1998)
- Szabó Emília színésznő (1986)
- Szabó György gyógynövényipari üzletember, természetgyógyász (1928–2022)
- Szabó György közgazdász, miniszter (1947)
- Szabó János labdarúgó (1989)
- Szabó József Elemér színész, énekes (1857–1929)
- Szabó Károly színész (1820–1890)
- Szabó Lajos honvéd alezredes (1913–1956)
- Szabó László labdarúgó (1953)
- Szabó Lőrinc költő (1900–1957)
- Szabó Virág magyar író, újságíró, pedagógus (1980)
- Szabó Zsolt autóversenyző (1995)
- Szajlai Julianna labdarúgó (1980)
- Szakáll Klára színésznő (1819–1879)
- Szakos Csaba labdarúgó (1975)
- Szalóczy Bertalan író, református pap (1842–1895)
- Szalonna Julianna röplabdázó (1959)
- Szalontai Zoltán birkózó (1956)
- Szántó Gábor labdarúgó (1958)
- Szarvas Attila színész (1975)
- Szathmáry Árpád színész (1870–1914)
- Szebenyi Sándor újságíró, szerkesztő (1902–1983)
- Szedlák Ádám „Kelt”, újságíró, blogger (1983-2023)
- Szegedi Csanád politikus (1982)
- Szegedi Dezső színész, rendező (1953)
- Szegedi Márton politikus (1981)
- Szegő Ernő közgazdasági szakíró (1886–1944)
- Szekrényessy Anna operaénekesnő (1880–1945)
- Szemcsák Éva biatlonista (1975)
- Szendrei Judit képzőművész (1961)
- Szenes Ernő színész (1889–1945)
- Szentiványi Andor allergológus, immunológus, egyetemi tanár (1925–2005)
- Szepesi Gusztáv labdarúgó, olimpikon (1939–1987)
- Szepessy András császári és királyi kamarás, földbirtokos (1875–1916)
- Szerdahelyi Kálmán színész (1829–1872)
- Szerdahelyi Sándor grafikus (1933–2010)
- Szigeti Oszkár labdarúgó (1933–1983)
- Szilágyi Dezső színész (1865–1933)
- Szirbik Bernadett színésznő (1976)
- Szolnoki Csanya Zsolt költő, grafikus (1962)
- Szopkó Tibor helyi politikus, alpolgármester (1982)
- Szűcs Attila festőművész (1967)
- Szűcs Kornél labdarúgó (2001)
- Szűcs Loránt zongoraművész (1939–2012)
- Szűcs Miklós jogász, publicista (1820–1886)
- Szűcs Sándor városi főmérnök (1872–1939)
- Szűcs Sámuel jogász, helytörténész (1819–1889)
- Szüle Tamás operaénekes (1952)
- T. Asztalos Ildikó politikus, polgármester (1950)
- Tajthy Tamás labdarúgó (1991)
- Takács Péter labdarúgó (1990)
- Takács Sándor sakkozó, olimpiai ezüstérmes (1893–1932)
- Tálas Barna sinológus professzor (1928–2019)
- Tarczai Béla fotóművész (1922–2013)
- Tarczal Viktor felsőkereskedelmi iskolai tanár, törvényszéki írásszakértő (1873 – 1955)
- Tari Ádám testépítő (1996)
- Tárkányi Béla egri kanonok, költő, műfordító, az MTA tagja (1821–1886)
- Tatár György labdarúgó (1952)
- Telihay Péter színész, rendező, dramaturg (1965)
- Temesvári Miklós labdarúgó, edző (1938)
- Temesvári Tibor labdarúgó, edző (1941–2018)
- Teodoru Borisz labdarúgó (1957)
- Teodoru Vaszilisz labdarúgó, edző (1962)
- Terray László evangélikus lelkész Norvégiában (1924–2015)
- Ternován Patrik labdarúgó (1997)
- Thurzó Nagy László újságíró, költő, zeneszerző (1893–1982)
- Tiba István orvos, országgyűlési képviselő (1962)
- Tihanyi Ákos táncos, koreográfus (1976)
- Todorovits Rea író (1978)
- Tóth A. Tamás író, költő (1960)
- Tóth Borisz labdarúgó (2002)
- Tóth Edu humorista (1982)
- Tóth Krisztina asztaliteniszező (1974)
- Tóth Lajos animációs tervező (1963)
- Tóth László labdarúgó, edző (1969)
- Tóth Sándor szobrász (1933–2019)
- Tóth Vivien pornószínésznő (1988)
- Tóth-Szántai József rádiós főszerkesztő, újságíró, polgármester (1970)
- Tózsa István geográfus, környezetvédelmi szakember, térinformatikus (1954)
- Török Győző kerékpárversenyző (1975)
- Trócsányi Zoltán fizikus, egyetemi tanár, az MTA tagja (1961)
- Trux Béla író, forgatókönyvíró (1976)
- Turi Tamás autóversenyző (1966)
- Turián György színházi rendező, színigazgató (1930–1992)
- Tzortzoglou Jorgosz szobrász (1952)
- Urbán György író, rádiós (1921–1997)
- Utry Attila író, népművelő, főiskolai docens (1949)
- V. Molnár Judit operaénekesnő (1978)
- Vadnai Károly író, újságíró, az MTA tagja (1832–1902)
- Vágó Zsuzsi színésznő, musicalénekes (1982)
- Vajda János zeneszerző (1949)
- Váli Zoltán eszperantista (1910–1994)
- Vályi András földrajztudós (1764–1801)
- Vályi Zsolt dalszövegíró, rádiós műsorvezető, a Kiwi együttes tagja (1974)
- Vályi-Nagy Vilmos államtitkár (1971)
- Vámos Jenő (Wiener) szociológus, állatorvos, állategészségügyi tanácsos (1882–1950)
- Váncza Emma fényképész (1863–1943)
- Váncza Mihály író, hírlapíró, szerkesztő (1859–1918)
- Vanczák Vilmos labdarúgó (1983)
- Vándor Sándor karmester (1901–1945)
- Váradi Balázs DJ (1980)
- Várady Sándor szobrászművész (1920–2000)
- Varga Andrea Klára politikus, alpolgármester (1967)
- Varga Ferenc énekes, a Varga Feri & Balássy Betty duó tagja (1970)
- Varga János rádiós műsorvezető
- Varga Judit politikus, államtitkár, igazságügyi miniszter (1980)
- Varga László tanár, szakszervezeti vezető (1953–2015)
- Varga László országgyűlési képviselő (1979)
- Varga Zoltán mérnök, országgyűlési képviselő (1952)
- Varga Zoltán labdarúgó (1980)
- Várnai Dániel politikus, író, újságíró, műfordító (1881–1962)
- Vas Imre tüdőgyógyász (1898–1966)
- Vass Tibor költő (1968)
- Vécsei Bálint labdarúgó (1993)
- Velkey Gábor szociológus, országgyűlési képviselő (1963)
- Velok István írógépművész (1947–2019)
- Venczel-Kovács Zoltán színész, énekes (1979)
- Veréb Krisztián kajakozó, olimpikon (1977–2020)
- Veréb Tamás énekes, színész (1994)
- Vertig József labdarúgó (1945–2018)
- Vida Péter színművész (1973)
- Világi Péter műsorvezető (1972)
- Virányi Jenő karmester, zeneszerző (1865–1933)
- Viskolcz Béla vegyész, egyetemi tanár (1967)
- Vismeg Zsombor vízilabdázó (2003)
- Vissy Károly meteorológus (1935–2011)
- Vitelki Zoltán labdarúgó (1970)
- Volf-Nagy Tünde műsorvezető (1968)
- Vőfély Noémi labdarúgó (1995)
- Wachsler Tamás építészmérnök, politikus, államtitkár (1965)
- Waszlavik László rockzenész (1951)
- Wimmerth Béla pápai prelátus (1876–1961)
- Wolf Mária régész (1955)
- Xantus Gábor tanár (1874–?)
- Zentai János hangmérnök (1945)
- Zoltán István feltaláló, egyetemi docens (1946)
- Zólyomi Zsolt, az egyetlen magyar orr (parfümszakértő)
- Zombor Ferenc jogász (1967)
- Zvolenszky László labdarúgó-partbíró (1950)
- Zselencz László basszusgitáros (1953)
- Zsiga Marcell országgyűlési képviselő (1979)

## Miskolcon éltek vagy élnek
- Ábrahám István színész (Szeged, 1945 – 2002)
- Ábrám Tibor fizikus, iskolaigazgató, Magyarországi Református Egyház Zsinatának világi alelnöke (Tasnádszántó, 1961)
- Ádám Zsigmond pedagógus, az első gyermekváros megszervezője (Egyek, 1906 – Budapest, 1962)
- Adler Károly építész (Budapest, 1849 – Miskolc, 1905)
- Áldásy Pál állatorvos (Szombathely, 1928 – Miskolc, 1988)
- Alexandersohn Jonatán rabbi (Grätz, ? – Óbuda, 1869)
- Andor Tivadar pedagógus (Pillerpeklén, 1854 – Budapest, 1914)
- Antal Boza József kohómérnök, egyetemi oktató (Sajóvárkony, 1932 – Miskolc, 1975)
- Apostol József bíró, újságíró (Berzéte, 1822 – Miskolc, 1888)
- Apostol Pál református lelkész, püspök (Zsarnó, 1787 – Miskolc, 1860)
- Árokszállásy Zoltán biológus, tanár, szakíró (Máramarossziget, 1912 – Miskolc, 1981)
- Árva Pál építészmérnök (Nyíregyháza, 1887 – Miskolc, 1935)
- Árvai Jolán filmrendező, producer, szerkesztő (Igrici, 1947 – 2001)
- Auer Leopold minorita szerzetes, tanár (Straubing, 1687 – Miskolc, 1759)
- Austerlitz Sámuel ortodox főrabbi (Bécs, 1871 – Miskolc, 1939)
- B. Bodnár Éva képzőművész (Abaújszántó, 1958)
- Balatoni Éva operaénekesnő (Hatvan, 1957)
- Balatoni Klára ötvös iparművész (Tatabánya, 1953)
- Ballagi Károly királyi tanácsos, tanfelügyelő (Buj, 1824 – Miskolc, 1888)
- Balogh Bertalan szakíró (Zemplén-Rákóc, 1870 – Budapest, 1922)
- Balogh Ferenc urológus, egyetemi tanár (Sajószentpéter, 1916 – Budapest, 2003)
- Bánhidy József színész (Arad, 1888 – Miskolc, 1973)
- Bárány György történész, egyetemi tanár (Budapest, 1922 – Denver, 2001)
- Bárány Péter író, Széchényi Ferenc titkára (Gagy, 1763 – Arad, 1829)
- Baráth Lajos író (Abaújkér, 1935 – Vértessomló, 2006)
- Barczi Pál grafikus- és festőművész (Sajószentpéter, 1933 – Miskolc, 2003)
- Bartkó Lajos geológus (Zólyombrézó, 1911 – Budapest, 1988)
- Bátory István építész (Debrecen, 1869 – Miskolc, 1929)
- Beleznay Unger István színész, rendező, színházigazgató (Szatmárnémeti, 1902 – Miskolc, 1963)
- Benczés Miklós labdarúgóedző (Salgótarján, 1969)
- Bencsik István pedagógus (Fülekpilis, 1910 – Budapest, 1988)
- Benke József színművész, színigazgató (Kálnok, 1781 – Diósgyőr, 1855)
- Benkhard Ágost festő, a Művésztelep vezetője (Budapest, 1882 – Budapest, 1961)
- Benkő Sámuel bölcselet- és orvostudós, várostörténész (Kisbacon, 1743 – Miskolc, 1825) *
- Béres Attila színigazgató (Marosvásárhely, 1971)
- Bessenyei Ferenc színész (Hódmezővásárhely, 1919 – Lajosmizse, 2004)
- Bihari Sándor költő (Kisgyőr, 1932 – Budapest, 2011)
- Bíró Márton minorita rendi pap, tanár (Szentkatolna, 1759 – Miskolc, 1823)
- Bitskey Zoltán úszó, edző (Zólyom, 1904 – Miskolc, 1988)
- Bizony Ákos jogász, országgyűlési képviselő (Pest, 1846 – Miskolc, 1922)
- Blaskó György vegyészmérnök (Nyírbakta, 1914 – Miskolc, 1963)
- Bod Péter Ákos közgazdász, politikus, egyetemi tanár (Szigetvár, 1951)
- Bódogh Albert orvosdoktor (Nemesbikk, 1829 – Miskolc, 1886)
- Bodonyi Csaba építész (Nyíregyháza, 1943)
- Bodor Máté gitáros (Budapest, 1989)
- Borbély-Maczky Emil borsodi főispán (Heves, 1887 – Miskolc, 1945)
- Borsodi Bindász Dezső szobrász (Gálospetri, 1903 – Budapest, 1979)
- Bottlik József Borsod megyei főispán (Budapest, 1873 – 1933)
- Bősze György színész (Budapest, 1941 – Miskolc, 2015)
- Brády Zoltán újságíró (Vajdahunyad, 1940 – 2024)
- Bruckner Győző jogtörténész (Felsőlövő, 1877 – Budapest, 1962)
- Budai József geológus, pomológus (Bodos, 1851 – Miskolc, 1939) *
- Burger István író, költő (Budapest, 1964)
- Burghardt Rezső festő, a Művésztelep vezetője (Zsombolya, 1884 – Budapest, 1963)
- Chvála Ferenc Kerubin minorita szerzetes, tanár, tartományfőnök (Haszprunka, 1809 – Miskolc, 1889)
- Czibere Tibor gépészmérnök, egyetemi tanár, a ME rektora, az MTA tagja (Tapolca, 1930 – ?, 2023)
- Csabai Kálmán festőművész, (Csáktornya, 1915 – Miskolc, 1992)
- Csáji Márton református püspök (Nagyida, 1695 – Miskolc, 1770)
- Csányi József labdarúgó (Bia, 1933 – ?, 2016)
- Csapó György zenész (Budapest, 1955)
- Csapó János színész (Tóalmás, 1924 – Miskolc, 2015)
- Csáthy Szabó István, gyógyszerész, üzletember, a miskolci villamosközlekedés megalapítója (Mezőcsát, 1834 – Miskolc, 1903)
- Cseke Lilla Csenge színésznő
- Csengey Gusztáv evangélikus teológus, tanár, költő (Komárom, 1842 – Miskolc, 1925)
- Csépe Jenő pedagógus, országgyűlési képviselő (Gyöngyös, 1900 – Budapest, 1966)
- Cserenyei Kaltenbach István szobrász, atlétaedző (Verebély, 1903 – Miskolc, 1979)
- Csík Gusztáv dzsessz-zongorista (Eger, 1943)
- Csókay Károly jezsuita szerzetes, hittérítő (Moson, 1926)
- Csonka Zsuzsanna operaénekes (Eger, 1956)
- Csorba Piroska költő, író, tanár (Szuhakálló, 1952 – 2024)
- Daher Pierre orvos, kórházigazgató, országgyűlési képviselő (Koleia, 1960)
- Dálnoky Nagy Sámuel költő, pedagógus (Ónod, 1774 – Miskolc, 1827)
- Damó Oszkár újságíró, filmrendező (Szeged, 1886 – Miskolc, 1927)
- Déryné Széppataki Róza színésznő (Jászberény, 1793 – Miskolc, 1872) *
- Dévai Bíró Mátyás református prédikátor (Déva, 1500 körül – Debrecen, 1547)
- Dévald József orvos (Jósvafő, 1925 – Miskolc, 1982)
- Diószeghy Dániel kohómérnök, egyetemi tanár (Ungmogyorós, 1900 – Budapest, 1969)
- Ditrói Sándor orvos, kórházigazgató (Diósgyőr-Vasgyár, 1923 – Miskolc, ?)
- Dobó Zoltán labdarúgó (Budapest, 1928 – Miskolc, 2016)
- Dobrik István művészettörténész, muzeológus, egyetemi oktató (Szikszó, 1948)
- Doleschall Gábor orvos, botanikus (Losonc, 1813 – Miskolc, 1891)
- Domby Sámuel orvos (Erdőbénye, 1729 – Miskolc, 1807)
- Döbröczöni Kálmán festőművész (Kórós, 1899 – Miskolc, 1966)
- Drótos László kohómérnök, a Diósgyőri Vasgyár utolsó vezérigazgatója (Lak, 1935)
- Drozsnyik István képzőművész (Abaújszántó, 1951)
- Dudás Illés gépészmérnök, egyetemi tanár (Nyírkarász, 1942 – 2021)
- Dunai Adolf labdarúgó (Csolnok, 1914 – Miskolc, 1972)
- Dunai Imre pedagógus, nyelvész (1767–1838)
- Dusza Árpád számítástechnika-tanár (Dabas, 1944 – Miskolc, 2007)
- Egressy Ákos színész, színigazgató, tanár (Kassa, 1832 – Budapest, 1914)
- Egressy Béni zeneszerző (Sajókazinc, 1814 – Budapest, 1851)
- Egressy Gábor színész (Lászlófalva, 1808 – Budapest, 1866) *
- Emődy István lelkész, tanár (Berzék, 1770 körül – Györke, 1823)
- F. Tóth Géza geológus, pedagógus (Csorna, 1945 – Miskolc, 2017)
- Falus Ferenc író, újságíró (Eger, 1896 – Budapest, 1971)
- Farkas Bertalan járásbíró (Átány, 1847 – ?, 1913 után)
- Farkas István református lelkész, kormányfőtanácsos (Tiszabercel, 1879 – Miskolc, 1941)
- Farkas Ottó kohómérnök, professzor, a ME rektora (Ungvár, 1930)
- Fazekas Sámuel újságíró, lapszerkesztő (Gönc, 1887 – Miskolc, 1937)
- Fecske Csaba költő, publicista (Szögliget, 1948 – 2025)
- Fehér Tibor színművész (Nagyvárad, 1921 – Miskolc, 1984)
- Fekete Alajos színész (Eger, 1915 – Miskolc, 2005)
- Fekete László labdarúgó (Bodrogszegi, 1950 – 1994)
- Feledy Gyula grafikus- és festőművész (Sajószentpéter, 1928 – Miskolc, 2010)
- Fellermayer János katolikus pap (Rákoskeresztúr, 1812 – Miskolc, 1856)
- Fényes Mária író (Harsány (más adatok szerint Miskolc), 1918 – Los Angeles, 2001)
- Ferencz István építész (Edelény, 1944)
- Ferenczi Bernát könyvkereskedő (Krakkó, 1830 – Miskolc, 1889)
- Ferenczi Tóbiás minorita szerzetes, teológus (Kézdiszentlélek, 1701 – Miskolc, 1767)
- Filep Mihály református lelkész (Nemesbikk, 1822 – Gelej, 1866)
- Finkei Pál gimnáziumi tanár, tankönyvszerző (Szendrőlád, 1820 – Sárospatak, 1872)
- Fischer Sámuel költő (Zádorfalva, 1846 – Miskolc, 1917)
- Fischmann Ezékiel Mózes Lipsitz rabbi (Koloděje nad Lužnicí, 1795 – Miskolc, 1874)
- Fodor Ella színésznő (Budapest, 1882 – Budapest, 1960)
- Fónyad Zoltán matematikus, gépészmérnök, egyetemi tanár (Budapest, 1932 – Miskolc, 1978)
- Forgon Mihály történész, genealógus, jogász (Gömörmihályfalva, 1885 – Tarnów, 1914)
- Fóriss Ferenc botanikus, lichenológus (Heves, 1892 – Miskolc, 1977)
- Forrai István karmester, zenepedagógus (Magyarszék, 1912 – Budapest, 1992)
- Földesi József orvos (Diósgyőr, 1903 – Miskolc, 1975)
- Friedmann Meir ben Benjámin teológus, tanár (Kraszna, 1831 – ?, 1909)
- Frisnyák Sándor geográfus, egyetemi tanár (Szikszó, 1934)
- Furmann Imre költő, jogász (Nyékládháza, 1951 – 2010)
- Fügedi Márta néprajzkutató, muzeológus, tanszékvezető (Eger, 1949 – Miskolc, 2000)
- Fülep Ferenc klasszika-archeológus, muzeológus (Szerencs, 1919 – Páty, 1986)
- Gaál Damascen minorita szerzetes (Eger, 1801 – Miskolc, 1875)
- Gaál Gyula politikus, a MÁV elnök-vezérigazgatója (Kecskemét, 1958)
- Gál Károly hegedűművész, a Szimfonikus Zenekar vezetője (Mezőberény, 1939 – Miskolc, 2007)
- Gál Tamás karmester, a Szimfonikus Zenekar vezetője (Jászberény, 1960)
- Gálffy Ignác pedagógus, régész (Szombatfalva, 1859 – Miskolc, 1940)
- Gálffy Imre polgármester (Hidasnémeti, 1894 – Miskolc, 1957)
- Gáspár Gyula matematikus, egyetemi tanár (Szeged, 1916 – Miskolc, 1980)
- Gáspár Jenő színész (Szomolnok, 1843 – Miskolc, 1905)
- Gelei József író, műfordító, az MTA tagja (Alacska, 1754 – Miskolc, 1838)
- Geleji Sándor kohómérnök, egyetemi tanár, akadémikus (Nagykikinda, 1898 – Budapest, 1967)
- id. Gerevich Aladár miskolci vívómester (Máramarossziget, 1879 – Miskolc, 1947)
- Gerevich Aladár olimpiai bajnok vívó (Jászberény, 1910 – Budapest, 1991)
- Gerevich Emil vívó, banktisztviselő (Budapest, 1912 – Miskolc, 1951)
- Gergely Mihály író, újságíró (Varbó, 1921 – 2007)
- Golda János építész (Budapest, 1953)
- Görgey László, a MÁV üzletigazgatója, országgyűlési képviselő (Jamnik, 1843 – Miskolc, 1911)
- Gőz István színész (Szerencs, 1949)
- Gránát József hegedűművész (Tiszadob, 1903 – Budapest, 1982)
- Grosschmid Géza ügyvéd, királyi közjegyző, csehszlovákiai magyar szenátor, Márai Sándor és Radványi Géza apja (Kassa, 1872 – Miskolc, 1934)
- Gutman József országos bajnok birkózó, edző (Kötcse, 1936 – 2016)
- Gyarmati János orvos (Ricse, 1926 – Debrecen, 1983)
- Gyulay Zoltán bányamérnök, egyetemi tanár (Csáktornya, 1900 – Miskolc, 1977)
- Gyurkó István zoológus, hidrobiológus, állatökológus, egyetemi tanár (Encs, 1924 – Kolozsvár, 1990)
- Gyöngyösi Gábor dramaturg, műfordító, író (Szatmárnémeti , 1935 – Alsózsolca 2017)
- Hacker Ervin jogász, egyetemi tanár (Pozsony, 1888 – Miskolc, 1945)
- Halász Henrik orvos (Hódmezővásárhely, 1865 – Budapest, 1949)
- Halmai László fotóművész (Bercel, 1945 – Miskolc, 2013)
- Hatvani Zoltán közgazdász, országgyűlési képviselő (Mohács, 1939)
- Hautzinger Gyula ezredes, publicista (Budapest, 1949)
- Heckenast Péter építész (Szombathely, 1926 – Miskolc, 2011)
- Hegyi Béla író, újságíró, szerkesztő, orvos, rendező, forgatókönyvíró (Budapest, 1937)
- Heilprin Mihály író, publicista (Piotrków, 1823 – Summit, 1888)
- Henszelmann Frigyes vegyészmérnök (Budapest, 1925 – Veszprém, 1990)
- Herczer Jób minorita szerzetes (Zalaegerszeg, 1751 – Miskolc, 1819)
- Herman Ottó polihisztor (Breznóbánya, 1835 – Miskolc, 1914) *
- Hevesi Attila geográfus, pedagógus (Budapest, 1941)
- Hídvégi Benő újságíró, tanfelügyelő (Mezőkomárom, 1846 – Miskolc, 1918)
- Hodobay Sándor jogász, polgármester (Eperjes, 1880 – Abony, 1957)
- Holhos Jánosné (Papp Erzsébet) sorozatgyilkos (Penészlek, 1935 – Miskolc, 1962)
- Homa János újságíró, egyetemi tanár, országgyűlési képviselő (Szikszó, 1956)
- Horváth Barna esperes, teológiai tanár (Budapest, 1936 – Miskolc, 2009)
- Horváth István építész (Ároktő, 1924 – Miskolc, 1989)
- Horváth Lajos politikus (Alsózsolca, 1824 – Miskolc, 1911)
- Horváth Sándor hírlapíró (Rozsnyó, 1844 – Budapest, 1909)
- Horváth Zsuzsa színésznő (Kaposvár, 1948)
- Hosszúfalussy Gyula honvéd százados, Afrika-utazó (Felsőábrány, 1842 – Miskolc, 1914)
- Hubai László történész (Jászapáti, 1956)
- Huszti Vilmos klasszika-filológus, tanár (Diósgyőr, 1915 – Miskolc, 2000)
- Ignácz István rendőrtiszt, egyetemi tanár (Rásonysápberencs, 1955)
- Imreh Zsigmond festőművész (Illyefalva, 1900 – Miskolc, 1965) *
- Isépy Tamás országgyűlési képviselő, államtitkár (Barancs, 1924 – Budapest, 2004)
- Jakab György fa- és csontszobrász (Farkaslaka, 1950)
- Jancsó Dóra színésznő (Kazincbarcika, 1978)
- Jávori István sportvezető (Tornanádaska, 1922 – Kazincbarcika, 1978)
- Jószay Zsolt szobrászművész (Szolnok, 1951)
- Juhász József költő (Szentistván, 1914 – 2003)
- Juhász Miklós fotóművész (Taktaharkány, 1934)
- Kabdebó Lóránt irodalomtörténész, egyetemi tanár (Budapest, 1936 – 2022)
- Kaffka Margit írónő (Nagykároly, 1880 – Budapest, 1918) *
- Káli Sándor polgármester (Budapest, 1951)
- Kalmár Zoltán zenész (Debrecen, 1976)
- Kálniczky Benedek református teológiai tanár (Késmárk, 1786 – Sárospatak, 1861)
- Kalocsay Kálmán orvos, műfordító, eszperantista (Abaújszántó, 1891 – Budapest, 1876)
- Kántor Pál lelkipásztor, költő (Tiszakarád, 1937)
- Kaptay György kohómérnök (Tatabánya, 1960)
- Karacs Teréz író, pedagógus (Budapest, 1808 – Békés, 1892) *
- Kartal Ernő katolikus pap (Budapest, 1929 – Miskolc, 2011)
- Katona Mihály megyei főorvos (Révkomárom, 1800 – Miskolc, 1861)
- Katona Péter Dániel színész (Szeged, 1997)
- Kelemen Didák minorita szerzetes (Kézdialmás-Baksafalva, 1683 – Miskolc, 1744)
- Keller Lívia festő (Diósgyőr-Vasgyár, 1918 – Miskolc, 2005)
- Kerékgyártó Elek irodalomtörténész, tanár (Mezőcsát, 1847 – Budapest, 1925)
- Király Bálint pedagógus, Kazincbarcika polgármestere (Nagysajó, 1944)
- Király Lajos erdőmérnök (Selmecbánya, 1894 – Miskolc, 1970)
- Kiss Csaba rendező, színházigazgató (Marosvásárhely, 1960)
- Kiss György politikus (Sajószentpéter, 1949)
- Kiss János politikus, jogász (1967)
- Kiss József költő (Mezőcsát, 1843 – Budapest, 1921)
- Kiss Lajos festő (Kisdobsza, 1864 – Miskolc, 1945)
- Kletz László képzőművész (Szikszó, 1950)
- Klir Vencel építész (?, ~1746 – Miskolc, 1809)
- Kocziszky György egyetemi tanár, a Monetáris Tanács tagja (Budapest, 1949)
- Kolecsányi Kálmán kertészeti szakember (Nagyvezekény, 1886 – Miskolc, 1960)
- Komáromy Éva színésznő (Kisbér, 1939 – Miskolc, 2017)
- Komáromy József muzeológus, helytörténész (Jászberény, 1901 – Budapest, 1973)
- Komoróczy Miklós Ede főgimnáziumi tanár, néprajzi gyűjtő, lapszerkesztő, színész (Dédestapolcsány, 1863 – Budapest, 1925)
- Kondor Béla festő, grafikus (Pestszentlőrinc, 1931 – Budapest, 1972) *
- Koós János táncdalénekes (Bukarest, 1937 – 2019)
- Korach Miksa építész (Szentkereszt, Sáros vm., 1860/61 – ?)
- Kordos László tanár, iskola- és könyvtárigazgató, múzeumi könyvtáros (Putnok, 1909 – Miskolc, 1992)
- Kovács Gábor tanár (Mezőnagymihály, 1854 – Miskolc, 1916)
- Kovács Gyula közgazdász (Monor, 1856 – Budapest, 1944)
- Kovács Kálmán festő, grafikus, docens (Miksi, 1927 – Bécs, 2017)
- Kovács Lajos polgármester (Tállya, 1839 – Miskolc, 1915)
- Kovács Lajos tanár (Kisgyőr, 1856 – Miskolc, 1900)
- Kovács Lajos színművész (Bátaszék, 1944)
- Kovács László karmester, a Miskolci Szimfonikus Zenekar művészeti vezetője (Nyíregyháza, 1956)
- Kováts Terus színésznő (Eger, 1897 – Miskolc, 1958)
- Kozák Imre gépészmérnök, egyetemi tanár, akadémikus (Gór, 1930 – Miskolc, 2016)
- Kövérné Komlóssy Ida színésznő (Székesfehérvár, 1822 – Budapest, 1893)
- Kövessy Gábor vízépítő mérnök (Szatmárnémeti, 1904 – Miskolc, 1980)
- Krámer György táncművész (Budapest, 1956)
- Kriza Ákos polgármester (Nagyvárad, 1965 – Miskolc, 2021)
- Kubik Béla Borsod vármegye, majd Miskolc főispánja (Vatta, 1860 – Mezőkövesd, 1914)
- Kubinyi Géza főispán, országgyűlési képviselő (Szkáros, 1851 – Miskolc, 1920)
- Kun Béla jogász, akadémiai tanár (Gagybátor, 1845 – Budapest, 1896)
- Kun Bertalan református püspök (Felsőnyárád, 1817 – Debrecen, 1910)
- Kun Pál főgimnáziumi tanár (Felsőnyárád, 1827 – Miskolc, 1896)
- Kun Tamás orvos (Felsőnyárád, 1815 – Miskolc, 1894)
- Kunt Ernő grafikus- és festőművész (Sopron, 1920 – Miskolc, 1994)
- Kunt Ernő antropológus (Budapest, 1948 – Miskolc, 1994)
- Lajos Árpád néprajzkutató (Párizs, 1911 – Miskolc, 1976)
- Lánczy Leó politikus (Pest, 1852 – Budapest, 1921)
- Lányi Ernő karnagy, zeneszerző, iskolaigazgató (Pest, 1861 – Szabadka, 1923)
- Lányi Menyhért író, újságíró, lapszerkesztő (Sárospatak, 1893 – Miskolc, 1976)
- Lakatos István vegyészmérnök (Diósgyőr, 1943)
- Lardellier, Raymond francia nyelvtanár, a miskolci Alliance Française igazgatója (Lyon mellett, 1954)
- Latabár Árpád színművész (Budapest, 1963)
- Latabár Endre színművész (Kiskunhalas, 1811 – Miskolc, 1873)
- Latkóczy Lajos festő (Rozsnyó, 1821 – Miskolc, 1875)
- Lavotta János zeneszerző, hegedűművész (Pusztafödémes, 1764 – Tállya, 1820) **
- Lenkey Edit színésznő (Budapest, 1925 – Miskolc, 1982)
- Lévai Imre gépészmérnök, egyetemi tanár (Hajdúböszörmény, 1924 – Miskolc, 2012)
- Lévay József költő, politikus (Sajószentpéter, 1825 – Miskolc, 1918) *
- Lukács Ervin karmester (Budapest, 1928 – Budapest, 2011)
- Lukovich Aladár országgyűlési képviselő (Homonna, 1870 – Budapest, 1943)
- Lukovszky László grafikus- és festőművész (Rákospalota, 1922 – Miskolc, 1981)
- M. Kristóf Ágnes festő (Nyíregyháza, 1924 – Miskolc, 2001)
- Mácsai Mihály ügyvéd, Bars vármegyei főügyész (Garamkeszi, 1825 – Miskolc, 1877)
- Madarász László színész (Budapest, 1903 – Budapest, 1969)
- Máger Ágnes festő (Szombathely, 1944)
- Majláth Béla történész, régész, bibliográfus, alispán (Andrásfalva, 1831 – Budapest, 1900)
- Majthényi Károly szobrász (Edelény, 1914 – Szombathely, 1990)
- Makkai László görögkatolikus lelkész (Kisvárda, 1973)
- Marczis Gáborné Bókony Gizella kohómérnök (Tüskevár, 1947)
- Márffy Vera színésznő (Dunaszekcső, 1916 – Miskolc, 1995)
- Máriássy Gábor katolikus püspök (Igló, 1807 – Eger, 1871)
- Marjalaki Kiss Lajos (Kisújszállás, 1887 – Miskolc, 1972)
- Markó László megyei főorvos (Rozsnyó, 1848 – Miskolc, 1918)
- Marosi Lajos hajómérnök, statisztikus, műfordító (Debrecen, 1950)
- Martinyi Sámuel, a Diósgyőri Papírgyár alapítója (Rozsfalva, 1773 – Miskolc, 1834)
- Martis Ferenc labdarúgó (Ózd, 1950 – Miskolc, 2021)
- Máthé Éva színésznő (Nagybecskerek, 1924 – Miskolc, 2004)
- Matyi László jogász, országgyűlési képviselő (Budapest, 1959)
- Maurer I. Gyula matematikai szakíró (Dicsőszentmárton, 1927 – Maglód, 2012)
- Mazsaroff Miklós festőművész (Alsózsolca, 1929 – Miskolc, 1997)
- Meilinger Dezső festő (Eger, 1892 – Miskolc, 1960)
- Mester András tanár, tankönyvszerző (Budapest, 1952)
- Mészáros István református püspök (Pácin, 1929 – Miskolc, 2007)
- Mészáros Kálmán afrikai vadász, útleíró, az etióp császár orvosa (Gyula, 1894 – Miskolc, 1971)
- Mészáros Sámuel költő (Diósgyőr, 1929 – Budapest, 2018)
- Mészáros Zoltán színész, itt élt, tanult 1984-ig. (Dunaújváros, 1964)
- Mezei István operatőr (Demjén, 1931 – 2001)
- Michnay László adventista lelkész (Békéscsaba, 1893 – Szingapúr, 1965)
- Miklós Árpád pedagógus, országgyűlési képviselő (Sajószentpéter, 1955)
- Miklós Ödön mérnök, országgyűlési képviselő (Finke, 1857 – Passau, 1923)
- Miklóssy Ferenc püspök (Csákvár, 1739 – Nagyvárad, 1811)
- Mikszáth Kálmán főispán, Mikszáth fia (Budapest, 1885 – Budapest, 1950)
- Miskolczi Csulyak István erdélyi református lelkész, zempléni esperes, költő (Tolcsva, 1575 – Olaszliszka, 1645)
- Miskolczy Pál ügyvéd, Borsod vármegye aljegyzője (Tállya, 1851 – Miskolc, 1902)
- Mizser Attila író (Losonc, 1975)
- Mocsáry Lajos országgyűlési képviselő (Fülekkovácsi, 1826 – Andornak, 1916)
- Mokry-Mészáros Dezső festő (Sajóecseg, 1881 – Miskolc 1970)
- Molnár Oszkár politikus (Sajószentpéter, 1956)
- Mosonyi Károly színigazgató (Szeged, 1832 – Szeged, 1911)
- Mózes Imre református községi tanító, iskolaigazgató (Kutas, 1872 – Miskolc, 1911)
- Munkácsy Mihály festő (Munkács, 1844 – Endenich, 1900) *
- Mura Péter karmester, a Miskolci Nemzeti Színház zeneigazgatója (Budapest, 1924 – 2009)
- Nádassy Anna színésznő (Budapest, 1923 – Miskolc, 2000)
- Nagy Antal kanonok, esperes (Diósgyőr, 1837 – Sajóvárkony, 1912)
- Nagy Attila színész, országgyűlési képviselő, 1956-os forradalmár (Pácin, 1933 – Budapest, 1992)
- Nagy Csilla irodalomtörténész (Balassagyarmat, 1981)
- Nagy Ferenc polgármester (Igrici, 1880 – Pétfürdő, 1937)
- Nagy Gy. Margit gobelinművész (Mezőtúr, 1931 – Miskolc, 2015)
- Nagy János irodalomtörténész, egyetemi docens (Mezőcsát, 1921 – Debrecen, 1995)
- Nagy Kálmán orvos, országgyűlési képviselő (Nagydobos, 1946)
- Nagy Mihály evangélikus lelkész (Nyíregyháza, 1795 – Tállya, 1877)
- Nándori Gyula kohómérnök, egyetemi tanár (Budapest, 1927 – Miskolc, 2005)
- Neszádeliné Kállai Mária iparművész, csipkekészítő (Debrecen, 1954)
- Neumann Adolf kereskedő, bankár (Héthárs, 1870 – Bécs, 1929)
- Nótár Mary énekesnő (Veszprém, 1985)
- Nyilas Ferenc jogász, országgyűlési képviselő (Hejőpapi, 1886 – Cleveland, 1967)
- Nyilas Samu református lelkész (Szederkény, 1830 – Miskolc, 1874)
- Nyíri Dániel levéltáros, régész, történész (Szászfa, 1879 – Miskolc, 1932)
- Orosz Atanáz görögkatolikus püspök, egyházi író, a Miskolci egyházmegye megyés püspöke (Nyíregyháza, 1960)
- Orosz László pedagógus, néprajzi és helytörténeti kutató (Mezőlaborc, 1903 – Miskolc, 1972)
- Országh Pál (Pavol Hviezdoslav) szlovák költő (Felsőkubin, 1849 – Alsókubin, 1921)
- Páczelt István gépészmérnök, egyetemi tanár, akadémikus (Nyírparasznya, 1939 –)
- Palágyi Lajos színművész, színházigazgató (Baán, 1876 – Budapest, 1932)
- Palánki Ferenc római katolikus püspök (Balassagyarmat, 1964)
- Pápay Sándor gimnáziumi tanár (Izsák, 1925 – 2004)
- Papp Antal görögkatolikus püspök (Nagykálló, 1867 – Miskolc, 1945)
- Papp János líceumi igazgató (Hódmezővásárhely, 1806 – 1850)
- Pásztor Albert rendőrkapitány (Ormosbánya, 1955 – Miskolc, 2017)
- Pásztor Béla költő (Budapest, 1907 – Ukrajna, 1943?)
- Pásztor Dániel iskolaigazgató (Kemecse, 1816 – Máramarossziget, 1882)
- Pataki János festőművész (Szeged, 1933 – Miskolc, 2022)
- Patkó Gyula gépészmérnök, a ME rektora (Molnaszecsőd, 1946)
- Patócs Béla vívóedző (Gyöngyös, 1952)
- Pattantyús-Ábrahám Imre kohómérnök, egyetemi tanár (Illava, 1891 – Budapest, 1956)
- Pázmán Mihály színész, színigazgató (N. Hunyad, ~1819 – Miskolc, 1873)
- Peja Győző geográfus, gimnáziumi igazgató (Galgagyörk, 1907 – Miskolc, 1983)
- Pesti Barnabás vegyészmérnök, az illegális magyar kommunista mozgalom tagja (Sátoraljaújhely, 1920 – Sopronkőhida, 1944)
- Pesti György labdarúgó, edző (Kisanna, 1924 – Miskolc, 2011)
- Pető János grafikus- és festőművész (Mezőkövesd, 1940 – Mezőkövesd, 2009)
- Péva Ibolya színésznő (Nyírbátor, 1941)
- Carlo Piva cukrászmester (?, 1900 – Milánó, 1988)
- Pólay Elemér jogász, jogtörténész, egyetemi tanár (Zombor, 1915 – Szeged, 1988)
- Polgár Géza színész (Maroshévíz, 1931 – Miskolc, 1987)
- Polgár György gimnáziumi igazgató (Mohács, 1849 – Miskolc, 1913)
- Pulszky Ferenc politikus, régész (Eperjes, 1814 – Budapest, 1897)
- Putnoky Gyula orvos, szakíró (Körmöcbánya, 1901 – Budapest, 1985)
- Rácz Jeromos minorita rendi szerzetes, hitszónok (Székelyudvarhely, ~1775 – Miskolc, 1847)
- Rácz Sándor színész (Szamosnagyfalu, 1785 – Miskolc, 1858)
- Reisinger Ferenc Borsod vármegye főispánja (Sarud, 1880 – Budapest, 1964)
- Reményi János karnagy (Almamellék, 1931 – Balatonfüred, 1996)
- Révész Kálmán egyháztörténész, lelkész (Debrecen, 1860 – Miskolc, 1931)
- Roósz András kohómérnök, egyetemi tanár, akadémikus (Weissenstein, 1945)
- Rosenfeld Mayer főrabbi (Brezova, 1830 – Miskolc, 1908)
- Rőczey Ferenc zongoraművész (Budapest, 1927 – 2021)
- Rudolf Mihály építész (Szekszárd, 1955)
- Ruttkay György festő (Vágsellye, 1898 – Miskolc, 1974)
- Saád Andor orvos, régész (Liptóújvár, 1904 – Miskolc, 1977)
- Salamon Ferenc fuvolaművész (Kolozsvár, 1922 – Miskolc, 2006)
- Sallós Gábor színész (Tarcal, 1924 – Miskolc, 2011)
- Sályi István gépészmérnök, egyetemi tanár (Budapest, 1901 – Miskolc, 1974)
- Sartori Bernát minorita szerzetes, rendfőnök, filozófiai író (Nagyvárad, 1735 – Miskolc, 1801)
- Sassy Árpád polgármesterhelyettes, lapszerkesztő (Perkupa, 1845 – Miskolc, 1915)
- Schabinszky László fényképész (Arad, 1854 – Miskolc, 1899)
- Sebestyén Géza színész, színházigazgató (Kurd, 1878 – Budapest, 1936)
- Selmeczi György zeneszerző, zongoraművész, karmester (Kolozsvár, 1952 –)
- Serbu Adolf iskolaigazgató (Gyergyóvárhegy, 1889 – Mauthausen, 1945)
- Seres János festőművész (Selyeb, 1920 – Miskolc, 2004)
- Serfőző Simon író, költő (Zagyvarékas, 1942)
- Simándy Pál író, újságíró (Igrici, 1891 – Budapest, 1978)
- Simon Sándor kohómérnök, egyetemi tanár, az MTA tagja (Szikszó, 1923 – Miskolc, 1989)
- Sipos Károly színész, színigazgató (Kalocsa, 1835 – Foktő, 1890)
- Solti Bertalan színész (Temesvár, 1913 – Budapest, 1984)
- Solymossy Sámuel lelkész, tanár (Sály, 1817 – Miskolc, 1882)
- Somkuti Elemér erdőmérnök, egyetemi tanár (Ózd, 1923 – ?, 2004)
- Somló Ferenc színész (Budapest, 1918 – 2009)
- Somló István színész (Kaposvár, 1946 – 2012)
- Somló Mária színésznő (Budapest, 1913 – Miskolc, 1995)
- Somogyi Elek Szent Ferenc-rendi minorita szerzetes, gimnáziumi tanár, házfőnök (Szeged, 1742 – Szeged, 1805)
- Spira Salamon rabbi (Homonna, 1865 – Auschwitz, 1944)
- Sternádel Sándor műkedvelő várostörténész (Szerencs, 1953 – Miskolc, 2014)
- Sugár Gyula ügyvéd, városi képviselő (Mezőnagymihály, 1857 – Auschwitz, 1944)
- Surányi Lajos szerkesztő, publicista, politikus (Csongrád, 1885 – Budapest, 1969)
- Jaroslav Sytchev vegyészmérnök, anyagtudós (Nalcsik, 1975 – Miskolc, 2021)
- Szabados Ambrus színész (Sajószentpéter, 1913 – 1995)
- Szabó Sándor katonatiszt (Belső-Bőcs, 1880 – Miskolc, 1944)
- Szalay Lajos festő, grafikus (Őrmező, 1909 – Miskolc, 1995)
- Szalay Sámuel református püspök (Tállya (?), 1711 – Miskolc, 1792)
- Szaniszló Sándor gépészmérnök, kosárlabdázó (Szikszó, 1948 – Miskolc, 2017)
- Szántay-Szémán István görögkatolikus pap, egyháztörténész, író, lapszerkesztő (Abaújszántó, 1880 – Miskolc, 1960)
- Szanyi Péter szobrász (Rákosszentmihály, 1947 –)
- Szathmári Paksi József református püspök (Sajókazinc, 1763 – Miskolc, 1848)
- Szeder Ferenc újságíró, országgyűlési képviselő (Szentes, 1881 – Budapest, 1952)
- Szeghalmy Bálint építész, városi főmérnök (Nagyvárad, 1889 – Deggendorf, 1963)
- Székely Dezső költő, újságíró (Bükkaranyos, 1936 – 2020)
- Szekrényessy Lajos tárcacikk-író, főtanácsos, vitorlázó (Pest, 1847 – Budapest, 1909)
- Szelba Christian George, „Cooky” rádiós műsorvezető (Maisons-Alfort, 1969)
- Szemere Bertalan politikus (Vatta, 1818 – Budapest, 1869) *
- Szénfy Gusztáv zeneszerző (Nyíregyháza, 1819 – Miskolc, 1875)
- Szent-Gály Gyula zeneszerző (Szeged, 1863 – Miskolc, 1919)
- Szentpáli István polgármester, országgyűlési képviselő (Halmi, 1861 – Miskolc, 1924) *
- Szepessy Géza országgyűlési képviselő (Sóstófalva, 1895 – Miskolc, 1969)
- Szepessy Péter országgyűlési képviselő (Kazsó, 1819 – Miskolc, 1872)
- Széppataki Johanna színésznő, Déryné Széppataki Róza húga (Jászberény, 1797 – Miskolc, 1881)
- Szeremlei Sámuel történész (Gelej, 1837 – Hódmezővásárhely, 1924)
- Szerényi Ferdinánd pedagógiai író, lapszerkesztő (Pozsony, 1886 – Pozsony, 1938)
- Szilágyi Arthur fényképész (Budapest, 1876 – Szentivánfa, 1954)
- Szilas A. Pál bányamérnök, egyetemi tanár (Hegybánya, 1921 – Miskolc, 1991)
- Szilvássy Pál gazdálkodó, országgyűlési képviselő (Hejőpapi, 1882 – 1945 után)
- Szlávy László polgármester (Budapest, 1907 – ?)
- Szmrecsányi Lajos egri érsek (Daróc, 1851 – Eger, 1943)
- Szobolits Béla filmrendező (Nyékládháza, 1946)
- Szohner Olga színésznő (Budapest, 1875 – Budapest, 1966)
- Szokoly Gyula színész (Kocsér, 1906 – Budapest, 1982)
- Szrogh Sámuel táblabíró, író, színigazgató (Sátoraljaújhely, 1763 – Miskolc, 1829)
- Szuhánszki János metodista lelkész (Borbánya, 1922 – Miskolc, 2003)
- Szűcs Erika közgazdász, országgyűlési képviselő (Budapest, 1951)
- Szűcs István kohómérnök, professzor (Apostag, 1946 – Miskolc, 2022)
- Szűcs Lajos súlyemelő (Cinkota, 1946 – Miskolc, 1999)
- Takács Ernő bányamérnök, geofizikus, egyetemi tanár (Dorog, 1927 – 2012)
- Tallián Lajos Ágoston-rendi szerzetes, tanár (Sopron, 1684 – Buda, 1730)
- Tamás Barnabás putnoki polgármester, országgyűlési képviselő (Putnok, 1952)
- Tarján Gusztáv bányamérnök, az MTA tagja (Sopron, 1907 – Miskolc, 1998)
- Tarnay Gyula, Borsod vármegye főispánja (Eger, 1855 – Miskolc, 1929)
- Telepi György színész, festő, drámaíró (Kisléta, ~1797 – Tard, 1885)
- Tellinger István grafikusművész (Munkács, 1940 – Miskolc, 2008)
- Terplán Zénó egyetemi tanár, az MTA tagja (1995), Miskolc díszpolgára (1995) (Hegyeshalom, 1921 – Miskolc, 2002)
- Terray Barnabás (Apatin, 1919 – Veszprém, 1991) pedagógus
- Tímár Éva színésznő (Siklós, 1940)
- Tolnay Lajos kohómérnök, üzletember (Sajószentpéter, 1948)
- Torma András jogász, egyetemi tanár, az ME rektora (Nagykálló, 1956)
- Tóth Béla színigazgató (Abaújszántó, 1855 – Miskolc, 1895)
- Tóth Csaba politikus (Zalaegerszeg, 1960)
- Tóth Dezső polgármester, tanácselnök-helyettes (Mezőcsát, 1908 – Miskolc, 1977)
- Tóth Imre festő (Diósgyőr, 1929 – Miskolc, 2004)
- Tóth István óvodapedagógus (Gibárt, 1817 – Miskolc, 1886)
- Tóth Miklósné (Mészáros Irén) festő, művésztanár (Szerencs, 1933 – Miskolc, 2013)
- Török Mária színésznő (Kolozsvár, 1822 – Budapest, 1895)
- Trangus Illés vármegyei főorvos, az Arany Szarvas Gyógyszertár alapítója (Bártfa vagy Kisszeben, 1704 körül – Miskolc, 1761)
- Tüdős István püspök (Mihályi, 1866 – Miskolc, 1918)
- Ujj Ferenc színész (Szabadszentkirály, 1841 – Szabadka, 1923)
- Upor Péter színész (Újpest, 1934 – Miskolc, 1971)
- Urbán Tibor grafikus, festő (Léh, 1960)
- Váczy József országgyűlési képviselő (Szikszó, 1896 – Miskolc, 1965)
- Valkó Márton üzemmérnök, az LKM vezérigazgatója (Debrecen, 1911 – Budapest, 1996)
- Váradi Ottó labdarúgó (Salgótarján, 1948 – Miskolc, 2000)
- Vályi Nagy Ferenc főiskolai tanár, filológus, író (Felsővály, 1765 – Sárospatak, 1820)
- Varga Éva szobrászművész (Hajdúböszörmény, 1949 –)
- Varga Gyula színész (Püspökladány, 1930 – Miskolc, 2010)
- Varga Miklós szobrászművész (Mezőtúr, 1928 – Miskolc, 2018)
- Vargha László építészettörténész, néprajzkutató (Gyöngyös, 1904 – Budapest, 1984)
- Várhegyi Márta színésznő, operaénekes (Székesfehérvár, 1939 – Miskolc, 2021)
- Vasas Károly szobrász (Salgótarján, 1930 – Budapest, 1992)
- Végvári Lajos művészettörténész (Zsira, 1919 – Miskolc, 2004)
- Velkey László orvos, egyetemi tanár, országgyűlési képviselő (Cegléd, 1927 – Miskolc, 2010)
- Veréb György labdarúgó (Méra, 1949)
- Veres Pál, a Földes Ferenc Gimnázium igazgatója, Miskolc polgármestere (Ózd, 1962)
- Verő József kohómérnök, egyetemi tanár, az MTA tagja (Sopron, 1904 – Budapest, 1985)
- Vértesi Arnold író, újságíró, szerkesztő (Eger, 1834 – Budapest, 1911)
- Vezerle Gáspár egri kanonok (Pápa, 1794 – Eger, 1870)
- Vihula Mihajlo gitárművész (Huszt, 1981)
- Viszlai József építész (Hidvégardó, 1959)
- Voith Márton kohómérnök, egyetemi tanár, a képlékenységtan tudósa (Komádi, 1934 – Miskolc, 2018)
- Wándza Mihály (Váncza), festő, színész, rendező (Perecsen, 1781 – Miskolc, 1849)
- Weidlich Pál kereskedő (Monyorókerék, 1862 – Miskolc, 1946)
- Zambó János bányamérnök, az MTA tagja (Hegykő, 1916 – Miskolc, 2000)
- Zathureczkyné Zelch Manci író, újságíró (Barót, 1900 – Miskolc, 1984)
- Zelenka Pál evangélikus püspök, egyházi író (Csehberek, 1839 – Miskolc, 1910)
- Zelk Zoltán költő (Érmihályfalva, 1906 – Budapest, 1981)
- Zilahy Pál színész (Budapest, 1894 – Budapest, 1959)
- Zorkóczy Béla gépészmérnök, egyetemi tanár (Moson, 1898 – Budapest, 1975)
- Zsadányi Guidó muzeológus (Balassagyarmat, 1924 – Miskolc, 1965)
- Zsámboki László könyvtáros (Kunszentmiklós, 1935 – Miskolc, 2012)
- Zsedényi Béla jogászprofesszor, az Ideiglenes Nemzetgyűlés elnöke (Aknasugatag, 1894 – Budapest, 1955)
- Zsidai József könyvtáros (Felpéc, 1934 – Miskolc, 2012)
- Zsignár István festőművész (Golop, 1930 – Miskolc, 2002)
- Zsilinszky Győző erdőmérnök (Nagycétény, 1890 – 1979)
- Zsitkovszky Béla fényképész, géptervező, operatőr, rendező (Eperjes, 1868 – Budapest, 1930)

## Később Miskolchoz csatolt településen születtek vagy éltek
Lásd még: Híres diósgyőriek listája
- Demkó Kálmán gimnáziumi igazgató, történetíró (Görömböly, 1852 – Budapest, 1918)
- Fabók János vasútépítő mérnök, országgyűlési képviselő (Hejőcsaba, 1921)
- Fazola Henrik lakatosmester, gyártulajdonos (Würzburg, ~1730 – Diósgyőr, 1779) az ómassai kohó építője
- Gárdonyi Géza író (Agárd, 1863 – Eger, 1922) Hejőcsabán járt 4. elemi iskolába 1873-ban *
- Alexander Grossmann svájci író, újságíró (Pusztamonolló, Miskolc mellett; 1909–2003)
- Hevessy József debreceni polgármester (Hámor, 1931 – Debrecen, 2005)
- Martin Károly tűzoltóparancsnok, Martinkertváros névadója (Mindszent, 1835 – Miskolc, 1877)
- Medgyessy Ildikó divatmagazin-szerkesztő (Hámor, 1944)
- Soltész István miniszter (Hámor, 1927 – ?, 2012)
- Szendrei János író, történész, régész (Mindszent, 1857 – Budapest, 1927), a Miskolcról készült ötkötetes monográfia (1886–1911) szerzője
- Vadas Jenő erdőmérnök, erdészeti szakíró, tanár (Hámor, 1857 – Budapest, 1922)
- Veres Sándor színész (Hejőcsaba, 1859 – Rákospalota, 1913)
- Zádor Tibor tanár, múzeumigazgató (Diósgyőr, 1910 – Miskolc, 1988)

## Születési hely ismeretlen
- Décsy Antal ügyvéd, jogtörténész (? – 1819 után)
- Dobos Dániel költő (1830–1865)
- Dudok Pál költő, író (1811–1853)
- Fazola Frigyes kohómérnök (?, 1774 – Diósgyőr, 1849)
- Gyenge Lajos barlangkutató (?, 1914 – Miskolc, 1981)
- Igaz Sámuel református lelkész, esperes (? – Miskolc, 1829)
- Keszy József színész, színigazgató, drámaíró, műfordító (1791–1869)
- Kiss László pap (1862–1928)
- Kondai Kiss Mihály, házasságtörésért kivégzett városi bíró (?, ~1668 – Miskolc, 1698)
- Nagy János színész (? – 1843 után)
- Pákozdi János színész (? – Miskolc, 1991)
- Sárkány Dávid református lelkész, főiskolai tanár (?, ~1700 – Miskolc, 1762)
- Somló Ferenc színművész (1949–2005)
- Szontagh Albert királyi tanácsos, ügyvéd (?, 1818 – Budapest, 1892)

## Híres állatok
- Mancs, mentőkutya (1994–2006)